# Brydż sportowy

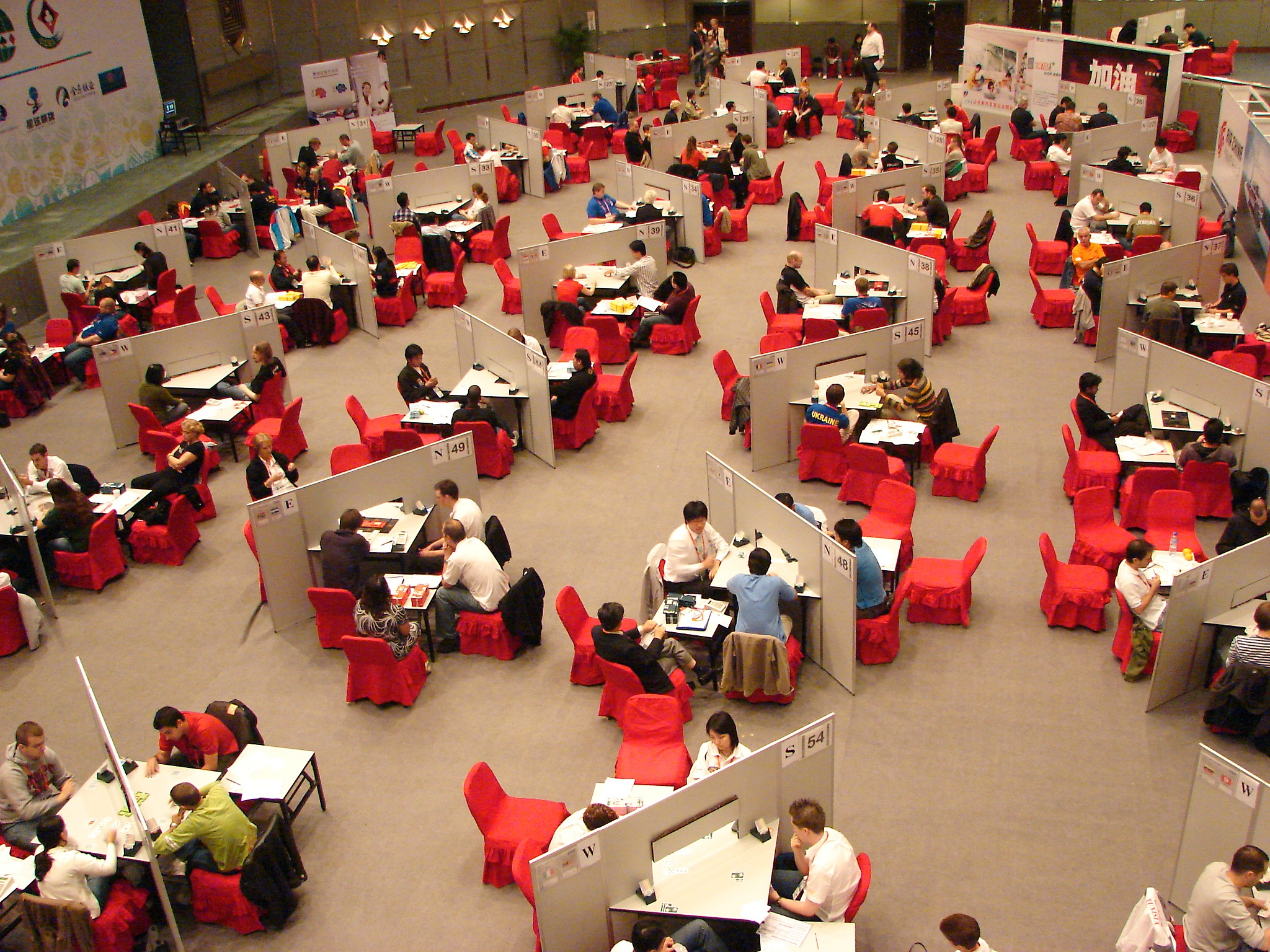
Sala gry zawodów brydża sportowego. Olimpiada Sportów Umysłowych. Pekin 2008. Na stolikach widoczne zasłony i kasety licytacyjne.

Brydż sportowy, inaczej brydż porównawczy (ang. duplicate bridge) – odmiana brydża, w której dzięki specjalnej organizacji rozgrywek poszczególne rozdania rozgrywane są na wielu stołach przez różnych graczy. Wynik osiągnięty przez jedną parę graczy porównywany jest z wynikami innych par rozgrywających to samo rozdanie z tym samym układem kart. Końcowy wynik rozgrywek ustalany jest na podstawie tego porównania. Zatem osiągnięte rezultaty nie zależą od jakości otrzymanej karty, ale od sposobu jej wykorzystania, czyli od umiejętności graczy. W ten sposób eliminowany jest czynnik szczęścia związany z przydziałem kart i stwarzane są warunki do współzawodnictwa sportowego.
W przeciwieństwie do brydża robrowego (ang. rubber bridge) gra nie toczy się w systemie wielorozdaniowych robrów, lecz każde rozdanie stanowi odrębną całość i jest rozliczane indywidualnie. Założenia rozdania są z góry określone (zależą od numeru rozdania) i są widoczne na pudełkach rozdaniowych. Liczba rozgrywanych rozdań zależy od organizacji i rangi zawodów.
W brydżu sportowym są dwa podstawowe typy zawodów: mecze i turnieje. W turniejach indywidualnych gracze zmieniają partnerów po każdej rundzie, w turniejach par przez całe zawody partner pozostaje stały, a w turniejach teamów grają drużyny składające się z co najmniej czterech, a co najwyżej sześciu zawodników tworzących podczas kolejnych rund dwie pary. Wyniki poszczególnych rozdań i zawodów mogą być podliczane na wiele sposobów, z których najbardziej typowe to turnieje na zapis maksymalny („maksy”) i mecze na punkty meczowe („IMPy”).
Pierwszy międzynarodowy mecz brydżowy odbył się w 1930 r., a Polska po raz pierwszy wystąpiła na arenie międzynarodowej w 1957 r.
Ogólnoświatową organizacją brydża sportowego jest Światowa Federacja Brydża (WBF), w Europie działa Europejska Liga Brydżowa (EBL), a ciałem polskim jest Polski Związek Brydża Sportowego (PZBS).
|  |  | W artykule znajdują się przykłady wyróżnione paskiem w kolorze khaki. Większość kolumn tabel odpowiada kolumnom występującym w dokumentacji. Wszystkie rodzaje punktów zwycięskich wyróżniono kolorem zielonym, punkty meczowe wyróżniono kolorem żółtym, a punkty (i procenty) wynikające z zapisu maksymalnego wyróżniono kolorem różowym. |

## Historia brydża sportowego
Współczesny brydż, czyli brydż kontraktowy jest modyfikacją wcześniejszej gry zwanej okszenem lub brydżem licytowanym, który z kolei wywodzi się z wista. Zasady brydża kontraktowego opracował w roku 1925 Harold Vanderbilt.
W 1928 roku założono Amerykańską Ligę Brydżową. Pierwszy mecz międzynarodowy odbył się 19 września 1930, brały w nim udział drużyna amerykańska prowadzona przez Ely’ego Culbertsona i angielska, której kapitanem był pułkownik Walter Buller z klubu Acol. Mecz zakończył się zwycięstwem drużyny amerykańskiej. Latem 1932 odbył się międzynarodowy turniej, w którym wzięło udział sześć reprezentacji (Holandia, Austria, Anglia, Belgia, Norwegia i Niemcy), po którym powołano do życia Międzynarodową Ligę Brydżową. W 1958 roku założona została Światowa Federacja Brydża. Pierwsza Olimpiada brydżowa odbyła się w roku 1960.
W połowie lat pięćdziesiątych Alberto Perroux stworzył słynny włoski Blue Team, który zdobył 12 tytułów mistrzów świata i olimpiad. W latach 70. powstała amerykańska drużyna Asy z Dallas, która kilkakrotnie zdobywała mistrzostwo świata. Później już nigdy jeden zespół nie dominował przez kilka sezonów. Utrzymuje się jednak przewaga drużyn włoskich i amerykańskich na najważniejszych zawodach.

### Historia brydża sportowego w Polsce
Pierwszy turniej brydżowy w Polsce odbył się w dniach 19–21 lutego 1932 w warszawskim Automobilklubie. Pierwsze ogólnopolskie zawody brydżowe pod nazwą „I Wszechpolski Turniej Brydżowy” miały miejsce w tym samym roku także w Automobilklubie warszawskim w dniach 30.04.–1.05. Turniej miał wyłonić reprezentację Polski na rozgrywane w przyszłości mecze międzynarodowe. Pierwsze, nieoficjalne, wyzwanie na międzynarodowy pojedynek zostało otrzymane w Polsce z Czechosłowacji.
Po wojnie, w czasach stalinowskich, gry karciane w większych grupach były źle widziane przez władze. Sytuację zmienił artykuł Jerzego Putramenta (1954), po którym władze zaczęły dopuszczać do spotkań brydżowych w domach kultury i świetlicach. Zaczęły powstawać sekcje brydżowe, a pierwszy oficjalny mecz brydżowy odbył się w Krakowie 21 kwietnia 1956. Powstały Ligi Brydżowe: 9 października 1956 powstała Warszawska Liga Brydżowa, 16 października Krakowska Liga Brydżowa, a 19 października Śląska Liga Brydżowa. 23 października 1956 odbył się zjazd założycielski Polskiego Związku Brydża Sportowego, a 21 marca 1957 nastąpiła jego formalna rejestracja.
Od sezonu 1956/57 rozgrywane są Drużynowe mistrzostwa Polski w brydżu sportowym.

### Medale polskich brydżystów
Pierwsze powojenne kontakty międzynarodowe polskich brydżystów, to udział w styczniu 1957 w Mitropa Cup w Wiedniu oraz w sierpniu 1957 w Mistrzostwach Europy. W roku 1966 Polska była organizatorem Mistrzostw Europy.
Polscy brydżyści zdobyli (do 26 lipca 2014) 66 złote, 50 srebrne oraz 46 brązowe medale w Olimpiadach, mistrzostwach świata i Europy. Poniższe zestawienie pokazuje liczbę medali zdobytych w poszczególnych kategoriach:
| Kategoria                | Złote | Srebrne | Brązowe | Razem |
| ------------------------ | ----- | ------- | ------- | ----- |
| Jun – Juniorzy           | 7     | 11      | 4       | 22    |
| Szk – Młodzież szkolna   | 13    | 4       | 4       | 21    |
| Dz – Dziewczęta          | 7     | 2       | 3       | 12    |
| Uni – Studenci           | 4     | 2       | 3       | 9     |
| MMŁ – Miksty Młodzieżowe | 2     | 1       | –       | 3     |
| Razem młodzież           | 33    | 20      | 14      | 67    |
| Open                     | 20    | 15      | 17      | 52    |
| Kob – Kobiety            | –     | –       | 2       | 2     |
| Mik – Mikst              | 3     | 1       | 1       | 5     |
| Sen – Seniorzy           | 10    | 14      | 12      | 36    |
| Razem                    | 66    | 50      | 46      | 162   |

## Brydż towarzyski, a sportowy

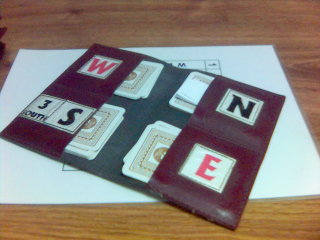
Pudełko rozdaniowe. Rozdanie numer 3. WE po partii. Rozdawał S. Protokół rozdania znajduje się w kieszeni N.

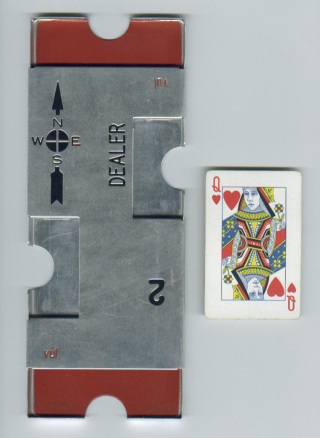
Pudełko rozdaniowe. Rozdanie numer 2. NS po partii. Rozdawał E.

W brydżu sportowym (w odróżnieniu od brydża robrowego) gra się na założenia określone przez pudełko rozdaniowe.
W czasie rozgrywki każdy z zawodników wykłada kolejno zagrywane karty przed sobą, a nie na środku stołu, jak w brydżu robrowym.
W brydżu sportowym są dwa podstawowe typy zawodów: mecze i turnieje. Mecz brydżowy jest konkurencją polegającą na spotkaniu dwóch drużyn, rozgrywających ze sobą komplet tych samych rozdań i rozmieszczonych w ten sposób, że pary tej samej drużyny grają przez cały czas przy dwóch stolikach na liniach przeciwnych w stosunku do siebie. Turniej jest konkurencją, w której wiele par rozgrywa te same rozdania (chociaż niekoniecznie w tym samym momencie).
Wynik każdego rozdania dokumentowany jest w meczu na osobnych „protokołach kontrolnych meczu brydżowego” przypisanych do każdego stołu. Wynik każdego rozdania w turnieju zapisywany jest na „protokołach rozdania” umieszczonych w pudełkach bądź drogą elektroniczną przy użyciu przenośnych urządzeń automatycznie przesyłających wprowadzone wyniki rozdania do centralnego komputera.
Po zakończeniu rozdania karty wkładane są z powrotem do pudełek rozdaniowych tak, aby to samo rozdanie mogło być rozegrane na innych stołach turnieju lub na drugim stole meczu.

## Organizacje brydżowe

### Struktura brydża sportowego w Polsce
Polski Związek Brydża Sportowego (PZBS) jest organizacją, która odpowiada w Polsce za:
- Organizację gier na różnych poziomach (ligi). Patrz: Drużynowe mistrzostwa Polski w brydżu sportowym;
- Organizację turniejów brydżowych[18];
- Wyłanianie, szkolenie i desygnowanie zawodniczek i zawodników dla reprezentowania Polski na zawodach międzynarodowych. (Wiele turniejów międzynarodowych, w Polsce i za granicą, nie wymaga jednakże, aby uczestnikami byli członkowie kadry narodowej);
- Szkolenie, przyznawanie licencji i podwyższaniem kwalifikacji sędziów[21], trenerów i instruktorów brydża sportowego[22];
- Sprawy logistyczne związane z brydżem sportowym (centralna kartoteka zawodników, regulaminy, wydawnictwa).

Struktura PZBS (oprócz organów centralnych) jest następująca:
- Wojewódzkie Związki Brydża Sportowego[23];
- Okręgowe Związki Brydża Sportowego[24];
- Kluby.

PZBS jest członkiem organizacji międzynarodowych, m.in. Światowej Federacji Brydża.

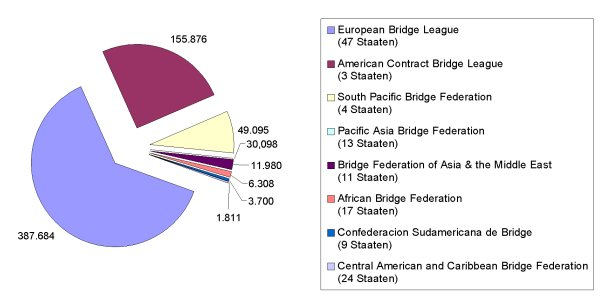
Podział WBF na strefy.

### Organizacje międzynarodowe
W Europie organizacją zrzeszającą związki narodowe jest Europejska Liga Brydżowa (European Bridge League, EBL) z siedzibą w Szwajcarii. Także w Szwajcarii swoją siedzibę ma Światowa Federacja Brydża (World Bridge Federation, WBF).

#### Światowa Federacja Brydża
Światowa Federacja Brydża powstała w 1958 roku. Jej członkami są komitety krajowe, a najwyższą władzą są jej kongresy, które odbywają się w latach parzystych. Pracami WBF kieruje prezes mający do dyspozycji Radę Wykonawczą.
Światowa Federacja Brydża posiada następujące wydziały:
- Przepisów[29], który opracował Międzynarodowe Prawo Brydżowe 2007[30] (International Code Laws of Duplicate Bridge 2007) oraz Przepisy Gry dla Brydża Elektronicznego 2001 (The WBF Code of Laws for Electronic Bridge 2001[31]) i zajmuje się ich interpretacją i zmianami
- Zasad[32], który zajmuje się określaniem ogólnych zasad prowadzenia gry w brydża (sportowego) (WBF General Conditions of Contest[33]) oraz wydaje zalecenia antydopingowe
- Kierowania Turniejami[34], który określa ogólne terminy poszczególnych zawodów na różnych poziomach (światowe[35], kontynentalne, krajowe) oraz określaniem zasad kwalifikacji do poszczególnych zawodów
- Systemów[36] – określa dopuszczalne systemy do gry w zawodach brydża sportowego, stosowanie odzywek psychologicznych, alertów i kart konwencyjnych
- Odwoławczy[37] – jest najwyższym organem przy rozstrzyganiu sporów
- Punktów Mistrzowskich[38], który prowadzi statystyki zawodników i przyznaje tytuły międzynarodowe.

WBF posiada szereg komitetów (m.in. Finansowy, Medyczny, Protokolarny, Młodzieżowy), które koordynują prace poszczególnych wydziałów.
WBF przyznaje tytuły honorowe i medale, a w ramach propagowania brydża rozpowszechnia okolicznościowe pamiątki i inne przedmioty związane z tym sportem.
W celu organizacji działań międzynarodowych, kraje członkowskie WBF tworzą strefy:
- Europa (EBL – European Bridge League)
- Ameryka Północna (ACBL – American Contract Bridge League)
- Ameryka Południowa (CSB – Confederacion Sudamericana de Bridge)
- Azja i Środkowy Wschód (BFAME – Bridge Federation of Asia & the Middle East)
- Ameryka Środkowa (CAC Central American & Caribbean Bridge Federation)
- Azja Pacyficzna (PABF – Pacific Asia Bridge Federation)
- Południowy Pacyfik (SPBF – South Pacific Bridge Federation)
- Afryka (ABF – African Bridge Federation)

#### Europejska Liga Brydżowa
Europejska Liga Brydżowa (European Bridge League, EBL) – ma za zadanie koordynować pracę 49 krajów członkowskich (stan na 2010-09-27).
Najwyższym organem EBL jest Walne Zgromadzenie, które zbiera się co dwa lata. Główne Wydziały EBL (Przepisów, Systemów, Sterownia Zawodami, Punktów Mistrzowskich, Odwoławczy) mają zadania podobne do zadań odpowiednich wydziałów WBF. Pracami EBL kieruje Prezes mający do dyspozycji Radę Wykonawczą.
EBL przeprowadza zawody kontynentalne i światowe oraz koordynuje zawody krajowe.
EBL przyznaje tytuły honorowe i medale, a w ramach propagowania brydża rozpowszechnia okolicznościowe pamiątki i inne przedmioty związane z brydżem.

## Sposoby obliczania wyników

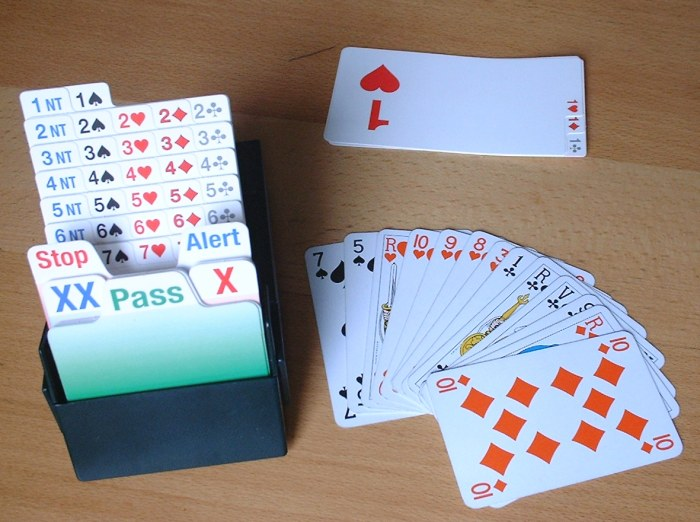
Kaseta licytacyjna

Wynik rozdania zapisuje się standardowo przez uzupełnienie symbolu wylicytowanego kontraktu symbolami wyniku:
- ugranie kontraktu bez nadróbek oznacza się znakiem równości, np. 2♣=, 3BA=, 7♥ =
- ugranie kontraktu z nadróbkami oznacza się znakiem plusa oraz liczbą nadróbek, np. 2♣+1, 5♦+2
- przegranie kontraktu oznacza się znakiem minusa oraz liczbą lew, których zabrakło do kontraktu, np. 3BA-1, 1♥-3;
- kontrakt z kontrą oznacza się symbolem „x”, np. 3BAx=, 4♠x-1, 6♦x+1
- kontrakt z rekontrą oznacza się symbolem „xx”, np. 6♦xx-1, 4♥xx+1

### Różnice w zapisie między brydżem sportowym a brydżem robrowym
W brydżu sportowym każde rozdanie gra się według założeń. Poniżej przedstawiono różnice względem standardowego (międzynarodowego) zapisu brydżowego.
- nie ma premii za koronkę (cztery honory w jednym ręku w kolorze atutowym) lub koronę (4 asy przy grze bez atu lub 5 honorów przy grze w kolor na jednym ręku)
- ugranie częściówki: premia 50 pkt.
Przykłady: 2♣= → 90 pkt. (2×20 + 50); 2♣+1 → 110 pkt.; 2BA= → 120; 2BA+2 → 180 pkt.
- ugranie końcówki przed partią: premia 300 pkt.
Przykład: 4♠= → 420 pkt. (4×30 + 300)
- ugranie końcówki po partii: premia 500 pkt. (bez względu na to, czy przeciwnicy są przed lub po partii)
Przykłady: 3BA= → 600 pkt.; 2♠x= → 670 pkt. (2x30x2+50+500); 4♥+1 → 650 pkt. (4x30+30+500); 5♦xx= → 1000 pkt. (5x20x2x2+50x2+500)

### Rozliczanie rozdań
W początkowej fazie stosowania brydża porównawczego wynik każdego rozdania (saldo) obliczano jako różnicę w liczbie uzyskanych punktów. Obecnie system ten nie jest stosowany.

#### System Board-A-Match
System Board-A-Match (BAM, (ang.) „punkt za rozdanie”) stosowany jest w niektórych turniejach teamów. Dotyczy w zasadzie pojedynczego rozdania. Punkty zwycięskie (VP) każdego pojedynku między dwoma teamami, w każdym rozdaniu, zależą od tego, czy rozdanie zostało wygrane przez którąś z drużyn, czy też był remis. W przypadku remisu w rozdaniu drużyny otrzymują po 1 punkcie zwycięskim za to rozdanie. W przypadku wygrania rozdania, drużyna która wygrała otrzymuje 2 punkty, a drużyna przegrywająca nie otrzymuje punktów.
Tak liczone punkty zwycięskie mają wpływ na tabele wyników w całym turnieju.
| |            | Poniżej podano przykład wyników rozdań w meczu brydżowym ilustrujący zdobywane punkty oraz ich przeliczenie na VP w systemie Board-A-Match. Drużyna A ma parę siedzącą na NS w pokoju otwartym oraz parę siedzącą na WE w pokoju zamkniętym. \| Przykład: rozliczenie spotkania w systemie Board-A-Match. (Zobacz to samo spotkanie rozliczone systemem Pattona) \| Przykład: rozliczenie spotkania w systemie Board-A-Match. (Zobacz to samo spotkanie rozliczone systemem Pattona) \| Przykład: rozliczenie spotkania w systemie Board-A-Match. (Zobacz to samo spotkanie rozliczone systemem Pattona) \| Przykład: rozliczenie spotkania w systemie Board-A-Match. (Zobacz to samo spotkanie rozliczone systemem Pattona) \| Przykład: rozliczenie spotkania w systemie Board-A-Match. (Zobacz to samo spotkanie rozliczone systemem Pattona) \| Przykład: rozliczenie spotkania w systemie Board-A-Match. (Zobacz to samo spotkanie rozliczone systemem Pattona) \| Przykład: rozliczenie spotkania w systemie Board-A-Match. (Zobacz to samo spotkanie rozliczone systemem Pattona) \| Przykład: rozliczenie spotkania w systemie Board-A-Match. (Zobacz to samo spotkanie rozliczone systemem Pattona) \| Przykład: rozliczenie spotkania w systemie Board-A-Match. (Zobacz to samo spotkanie rozliczone systemem Pattona) \| Przykład: rozliczenie spotkania w systemie Board-A-Match. (Zobacz to samo spotkanie rozliczone systemem Pattona) \| Przykład: rozliczenie spotkania w systemie Board-A-Match. (Zobacz to samo spotkanie rozliczone systemem Pattona) \| Przykład: rozliczenie spotkania w systemie Board-A-Match. (Zobacz to samo spotkanie rozliczone systemem Pattona) \| \| Nr \| Po partii \| Pokój otwarty \| Pokój otwarty \| Pokój otwarty \| Pokój zamknięty \| Pokój zamknięty \| Pokój zamknięty \| VP \| VP \| \| Uwagi \| \| Nr \| Po partii \| Kontrakt \| NS \| WE \| Kontrakt \| NS \| WE \| A \| B \| \| Uwagi \| \| ---------------------------------------------------------------------------------------------------------------- \| ---------------------------------------------------------------------------------------------------------------- \| ---------------------------------------------------------------------------------------------------------------- \| ---------------------------------------------------------------------------------------------------------------- \| ---------------------------------------------------------------------------------------------------------------- \| ---------------------------------------------------------------------------------------------------------------- \| ---------------------------------------------------------------------------------------------------------------- \| ---------------------------------------------------------------------------------------------------------------- \| ---------------------------------------------------------------------------------------------------------------- \| ---------------------------------------------------------------------------------------------------------------- \| ------------------------------------------------------------------------------------------------------------------------------------------------------------------------------------------------------------- \| ---------------------------------------------------------------------------------------------------------------- \| \| 1 \| \| 3BAN= \| 400 \| \| 3BAN= \| 400 \| \| 1 \| 1 \| Płaskie rozdanie. \| \| \| 2 \| NS \| 2♦W= \| \| 90 \| 2♦W+1 \| \| 110 \| 2 \| 0 \| Nadróbka 20 punktów – daje to 2 VP drużynie A. \| \| \| 3 \| WE \| 5♥N-3 \| \| 500 \| 4♠E= \| \| 620 \| 2 \| 0 \| Dobra obrona – daje to 2 VP drużynie A. \| \| \| 4 \| obie \| 4♥S-1 \| \| 100 \| 4♥S= \| 620 \| \| 0 \| 2 \| Bardzo kosztowna wpadka – daje to bezpośrednio tylko 2 VP drużynie B \| \| \| Wynik w VP \| Wynik w VP \| Wynik w VP \| Wynik w VP \| Wynik w VP \| Wynik w VP \| Wynik w VP \| Wynik w VP \| 5 \| 3 \| W wyniku tego spotkania (przy zapisie sumarycznym[48]) drużynie A przyznaje się 5 VP a drużynie B przyznaje się 3 VP. Te wartości są dodawane do wyników innych spotkań określając miejsca drużyn w turnieju. \| \| |               |               |                 |                 |                 |    |    | |       |
| Przykład: rozliczenie spotkania w systemie Board-A-Match. (Zobacz to samo spotkanie rozliczone systemem Pattona) |            | |               |               |                 |                 |                 |    |    | |       |
| Nr | Po partii  | Pokój otwarty | Pokój otwarty | Pokój otwarty | Pokój zamknięty | Pokój zamknięty | Pokój zamknięty | VP | VP | | Uwagi |
| Nr | Po partii  | Kontrakt | NS            | WE            | Kontrakt        | NS              | WE              | A  | B  | | Uwagi |
| |            | |               |               |                 |                 |                 |    |    | |       |
| 1 |            | 3BAN= | 400           |               | 3BAN=           | 400             |                 | 1  | 1  | Płaskie rozdanie. |       |
| 2 | NS         | 2♦W= |               | 90            | 2♦W+1           |                 | 110             | 2  | 0  | Nadróbka 20 punktów – daje to 2 VP drużynie A. |       |
| 3 | WE         | 5♥N-3 |               | 500           | 4♠E=            |                 | 620             | 2  | 0  | Dobra obrona – daje to 2 VP drużynie A. |       |
| 4 | obie       | 4♥S-1 |               | 100           | 4♥S=            | 620             |                 | 0  | 2  | Bardzo kosztowna wpadka – daje to bezpośrednio tylko 2 VP drużynie B |       |
| Wynik w VP | Wynik w VP | Wynik w VP | Wynik w VP    | Wynik w VP    | Wynik w VP      | Wynik w VP      | Wynik w VP      | 5  | 3  | W wyniku tego spotkania (przy zapisie sumarycznym) drużynie A przyznaje się 5 VP a drużynie B przyznaje się 3 VP. Te wartości są dodawane do wyników innych spotkań określając miejsca drużyn w turnieju. |       |

Uwaga: Czasami liczenie punktów w systemie BAM odbywa się przez przyznanie 1 punktu za wynik lepszy, 0 w przypadku wyniku gorszego oraz ½ za remis.

#### Zapis maksymalny
Opisany w Międzynarodowym Prawie Brydżowym system liczenia na zapis maksymalny (punkty turniejowe) stosuje się w turniejach i dotyczy pojedynczego rozdania. W tym sposobie liczenia wyników, nie jest ważne o ile analizowany zapis był lepszy (lub gorszy) od pozostałych zapisów, lecz liczy się tylko liczba zapisów gorszych, takich samych i lepszych. Za każdy zapis gorszy uzyskuje się 2 punkty turniejowe, za każdy zapis taki jak analizowany dostaje się po 1 punkcie turniejowym. Za zapisy lepsze od analizowanego dostaje się 0 punktów turniejowych. Określenie czy zapis jest gorszy czy lepszy odbywa się następująco. Wszystkie zapisy, które zostały zapisane analizowanej stronie zapisuje się z plusem (+) a wszystkie zapisy na linię przeciwników zapisuje się z minusem (-).
Następnie sortuje się te wyniki i wszystkie zapisy większe od analizowanego są lepsze, a wszystkie niższe są gorsze.
Przy tym zapisie ważnym pojęciem jest maks (M). Wartość maksa zależna jest od liczby rozegrań każdego rozdania (R). Ogólnie biorąc: M = (R-1) × 2 .
Przy zapisie maksymalnym, w celach orientacyjnych, wyniki podaje się często w procentach: 0–100%. Jest to stosunek liczby uzyskanych punktów do maksa.
| |       | \| 1 \| 690 \| 10 \| 2 \| 420 \| 9 \| 3 \| 430 \| 10 \| \| 1 \| 660 \| 8 \| 2 \| 420 \| 9 \| 3 \| 420 \| 6 \| \| 1 \| 630 \| 6 \| 2 \| 400 \| 5 \| 3 \| 420 \| 6 \| \| 1 \| 620 \| 4 \| 2 \| 400 \| 5 \| 3 \| 420 \| 6 \| \| 1 \| −100 \| 2 \| 2 \| −50 \| 2 \| 3 \| 300 \| 1 \| \| 1 \| −200 \| 0 \| 2 \| −100 \| 0 \| 3 \| 300 \| 1 \| Oto przykład rozliczenia 3 rozdań, w których obliczane są punkty w turnieju na maksy. Rozgrywanych było w każdym przypadku po 6 gier (12 par). W takim przypadku maks. wynosi 10. Wyniki podano dla poszczególnych rozdań bez przypisania do konkretnej pary. Należy zwrócić uwagę, że są to zapisy tylko jednej strony (na przykład NS). Zapis dla drugiej strony jest tu określony przez wartość ujemną (na przykład -100). Podobnie punkty są podane dla jednej strony. Druga strona otrzymuje wartość punktową przez uzupełnienie do maksa (dla tego przykładu do 10). Wyjaśnienia wymaga, dlaczego w rozdaniu 2 dla wyniku 420 jest wartość 9. Otóż w tym rozdaniu są cztery rozdania gorsze (2 × 4 = 8) oraz jedno równe (1 × 1 = 1). Daje to wynik 9. Punkty danej pary z poszczególnych rozdań (przy zapisie sumarycznym) sumują się. Dla 3 rozdań wyróżnionych pogrubieniem suma wynosi 16, co daje 16/30, czyli ok. 53%. |   |          |       |        |     |          |       |        |
| Przykład: rozliczenie rozdań przy zapisie maksymalnym. (Zobacz te same rozdania rozliczone systemem Butlera i systemem Cavendisha) |       | |   |          |       |        |     |          |       |        |
| Rozdanie | Zapis | Punkty |   | Rozdanie | Zapis | Punkty |     | Rozdanie | Zapis | Punkty |
| |       | |   |          |       |        |     |          |       |        |
| 1 | 690   | 10 | 2 | 420      | 9     | 3      | 430 | 10       |       |        |
| 1 | 660   | 8 | 2 | 420      | 9     | 3      | 420 | 6        |       |        |
| 1 | 630   | 6 | 2 | 400      | 5     | 3      | 420 | 6        |       |        |
| 1 | 620   | 4 | 2 | 400      | 5     | 3      | 420 | 6        |       |        |
| 1 | −100  | 2 | 2 | −50      | 2     | 3      | 300 | 1        |       |        |
| 1 | −200  | 0 | 2 | −100     | 0     | 3      | 300 | 1        |       |        |

Przykład rzeczywistego rozdania turniejowego rozliczanego zapisem maksymalnym znajduje się w opisie frekansów.

#### Punkty meczowe
Opisane w Międzynarodowym Prawie Brydżowym punkty meczowe stosowane są zarówno w meczach, jak i w turniejach. Wyniki rozdania przeliczone na punkty meczowe uwzględniają to, że dana strona uzyskała lepszy rezultat, a również daje też progresję przy coraz większym zwycięstwie. Wyniki jednak (w porównaniu bezpośrednio z saldem) są bardziej „spłaszczone” i pojedyncze rozdanie (zwykle) nie przesądza o losach całego meczu.

##### IMP
Międzynarodowe punkty meczowe (IMP; International Match Points) stosuje się dla określenia wyników pojedynczego rozdania. W celu obliczenia liczby punktów meczowych stosuje się następujące przeliczniki:
| 0   | 10  | 0 | 370  | 420  | 9  | 1750            | 1990            | 18 |
| 20  | 40  | 1 | 430  | 490  | 10 | 2000            | 2240            | 19 |
| 50  | 80  | 2 | 500  | 590  | 11 | 2250            | 2490            | 20 |
| 90  | 120 | 3 | 600  | 740  | 12 | 2500            | 2990            | 21 |
| 130 | 160 | 4 | 750  | 890  | 13 | 3000            | 3490            | 22 |
| 170 | 210 | 5 | 900  | 1090 | 14 | 3500            | 3990            | 23 |
| 220 | 260 | 6 | 1100 | 1290 | 15 | 4000 lub więcej | 4000 lub więcej | 24 |
| 270 | 310 | 7 | 1300 | 1490 | 16 |                 |                 |    |
| 320 | 360 | 8 | 1500 | 1740 | 17 |                 |                 |    |

Punkty meczowe (IMP) decydują o wyniku pojedynczego rozdania. W meczu odbywa się to bezpośrednio, gdyż tam są tylko dwa zapisy i można określić ich różnicę. W turniejach też są stosowane punkty meczowe (IMP) poprzez system Butlera lub system Cavendisha. Przeliczenie wyników wszystkich rozdań odbywa się poprzez (opisane dalej) punkty zwycięskie (VP).
Przykłady użycia punktów meczowych są w opisanych dalej punktach zwycięskich (VP), Butlerze i Cavendishu.

##### System Butlera
System Butlera jest stosowany w turniejach par lub w turniejach indywidualnych na IMP i dotyczy określenia wyników pojedynczego rozdania. W systemie tym dla każdego rozdania określa się średnią. Wstępnie odrzuca się pewną liczbę rozdań najlepszych i najgorszych. Wartość tej średniej jest zaokrąglana do pełnych dziesiątek. Wynik każdej pary określa się przez porównanie ze średnią i przypisanie wartości wynikającej z tabeli IMP. Wynik jest wartością całkowitą ze znakiem. Tak otrzymane wyniki sumuje się dla wszystkich rozdań danej pary (lub zawodnika w turnieju indywidualnym).
| |       | \| 1 \| 690 \| 6 \| 2 \| 420 \| 4 \| 3 \| 430 \| 1 \| \| 1 \| 660 \| 5 \| 2 \| 420 \| 4 \| 3 \| 420 \| 1 \| \| 1 \| 630 \| 5 \| 2 \| 400 \| 3 \| 3 \| 420 \| 1 \| \| 1 \| 620 \| 5 \| 2 \| 400 \| 3 \| 3 \| 420 \| 1 \| \| 1 \| −100 \| −11 \| 2 \| −50 \| −8 \| 3 \| 300 \| −3 \| \| 1 \| −200 \| −12 \| 2 \| −100 \| −9 \| 3 \| 300 \| −3 \| Oto przykład rozliczenia 3 rozdań, w których obliczane są punkty w turnieju na IMP (rozliczanego systemem Butlera). Rozgrywanych było w każdym przypadku po 6 gier (12 par). Wyniki podano dla poszczególnych rozdań bez przypisania do konkretnej pary. Należy zwrócić uwagę, że są to zapisy tylko jednej strony (na przykład NS). Zapis dla drugiej strony jest tu określony przez wartość ujemną (na przykład -100). Podobnie wartości IMP są podane dla jednej strony. Druga strona otrzymuje wartość z przeciwnym znakiem. Wyjaśnienia wymaga skąd się bierze w rozdaniu 1 dla zapisu 690 wartość 6. Średnia wartość w tym rozdaniu (po odrzuceniu wartości skrajnych) wynosi 452,5. Po zaokrągleniu do 10 uzyskuje się średnią 450. Porównanie z wynikiem 690 daje różnicę 240. Przy zamianie na IMP daje wartość 6. Punkty danej pary z poszczególnych rozdań (przy zapisie sumarycznym) sumują się. Dla 3 rozdań wyróżnionych pogrubieniem suma wynosi 6 IMP. |   |          |       |        |     |          |       |        |
| Przykład: rozliczenie rozdań w systemie Butlera. (Zobacz te same rozdania rozliczone zapisem maksymalnym i systemem Cavendisha) |       | |   |          |       |        |     |          |       |        |
| Rozdanie | Zapis | Punkty |   | Rozdanie | Zapis | Punkty |     | Rozdanie | Zapis | Punkty |
| |       | |   |          |       |        |     |          |       |        |
| 1 | 690   | 6 | 2 | 420      | 4     | 3      | 430 | 1        |       |        |
| 1 | 660   | 5 | 2 | 420      | 4     | 3      | 420 | 1        |       |        |
| 1 | 630   | 5 | 2 | 400      | 3     | 3      | 420 | 1        |       |        |
| 1 | 620   | 5 | 2 | 400      | 3     | 3      | 420 | 1        |       |        |
| 1 | −100  | −11 | 2 | −50      | −8    | 3      | 300 | −3       |       |        |
| 1 | −200  | −12 | 2 | −100     | −9    | 3      | 300 | −3       |       |        |

Należy zwrócić uwagę na to, że w systemie Butlera:
- (Często) suma wyników w rozdaniu odbiega od 0; (We wszystkich 3 przykładowych rozdaniach sumy są różne od 0.)
- Przy dużych różnicach w skrajnych wynikach, małe różnice między wynikami (często) znikają. (Przykładem jest rozdanie 1, gdzie w oryginale wszystkie wyniki są różne, a po przeliczeniu występują powtórzenia.)

##### System Cavendish uśredniony
System Cavendisha (IMP z ułamkami) stosuje się w turniejach par lub w turniejach indywidualnych na IMP i dotyczy pojedynczego rozdania. W systemie tym wynik każdej pary w rozdaniu porównuje się ze wszystkimi pozostałymi stołami według tabeli określającej wartości IMP. Są to wartości całkowite 0–24. Przypisywany im jest znak (+ za zwycięstwo lub – za przegraną). Tak otrzymane wyniki się sumuje i dzieli przez liczbę porównań. Ogólnie biorąc wychodzi to liczba ułamkowa ze znakiem. Jest to wynik pojedynczego rozdania danej pary. Tak otrzymane wyniki sumuje się dla wszystkich rozdań danej pary (lub zawodnika w turnieju indywidualnym).
| |       | \| 1 \| 690 \| 6,2 \| 2 \| 420 \| 4,6 \| 3 \| 430 \| 1,6 \| \| 1 \| 660 \| 5,4 \| 2 \| 420 \| 4,6 \| 3 \| 420 \| 1,2 \| \| 1 \| 630 \| 4,4 \| 2 \| 400 \| 3,8 \| 3 \| 420 \| 1,2 \| \| 1 \| 620 \| 4,4 \| 2 \| 400 \| 3,8 \| 3 \| 420 \| 1,2 \| \| 1 \| −100 \| −9,4 \| 2 \| −50 \| −7,6 \| 3 \| 300 \| −2,6 \| \| 1 \| −200 \| −11,0 \| 2 \| −100 \| −9,2 \| 3 \| 300 \| −2,6 \| Oto przykład rozliczenia 3 rozdań, w których obliczane są punkty w turnieju na IMP (rozlicznego systemem Cavendisha). Rozgrywanych było w każdym przypadku po 6 gier (12 par). Wyniki podano dla poszczególnych rozdań bez przypisania do konkretnej pary. Należy zwrócić uwagę, że są to zapisy tylko jednej strony (na przykład NS). Zapis dla drugiej strony jest tu określony przez wartość ujemną (na przykład -100). Podobnie wartości IMP są podane dla jednej strony. Druga strona otrzymuje wartość z przeciwnym znakiem. Wyjaśnienia wymaga skąd się bierze w rozdaniu 1 dla zapisu 690 wartość 6,2. Otóż jest 5 innych wyników: (660, 630, 620, -100, -200). Daje to następujące różnice do wyniku 690: (30, 60, 70, 790, 890). Biorąc zamiast różnic wartości IMP otrzymuje się: (1, 2, 2, 13, 13). W sumie daje to wartość 31. Dzieląc przez liczbę porównań (5) otrzymuje się wynik 6,2. Punkty danej pary z poszczególnych rozdań (przy zapisie sumarycznym) sumują się. Dla 3 rozdań wyróżnionych pogubieniem suma wynosi 6,4 IMP. |   |          |       |        |     |          |       |        |
| Przykład: rozliczenie rozdań w systemie Cavendisha. (Zobacz te same rozdania rozliczone zapisem maksymalnym i systemem Butlera) |       | |   |          |       |        |     |          |       |        |
| Rozdanie | Zapis | Punkty |   | Rozdanie | Zapis | Punkty |     | Rozdanie | Zapis | Punkty |
| |       | |   |          |       |        |     |          |       |        |
| 1 | 690   | 6,2 | 2 | 420      | 4,6   | 3      | 430 | 1,6      |       |        |
| 1 | 660   | 5,4 | 2 | 420      | 4,6   | 3      | 420 | 1,2      |       |        |
| 1 | 630   | 4,4 | 2 | 400      | 3,8   | 3      | 420 | 1,2      |       |        |
| 1 | 620   | 4,4 | 2 | 400      | 3,8   | 3      | 420 | 1,2      |       |        |
| 1 | −100  | −9,4 | 2 | −50      | −7,6  | 3      | 300 | −2,6     |       |        |
| 1 | −200  | −11,0 | 2 | −100     | −9,2  | 3      | 300 | −2,6     |       |        |

System Cavendish ma (w porównaniu z systemem Butlera) sumy dla rozdań dużo bliższe zera. Ewentualne odchyłki wynikają z tego, że wynik jest zaokrąglany. System ten jest trudniejszy do przeliczenia, ale w dobie komputerów ta niedogodność jest mało istotna.

##### Przeniesienie
Przeniesienie (ang: carry over) stosowane jest wówczas gdy po rundzie zawodów każdy z każdym następuje faza pucharowa. Często wówczas wyniki spotkania w fazie początkowej przenoszą się na mecz między drużynami. Mecz ma czasami kilka sesji. Sposób przenoszenia jest określony w regulaminie zawodów. W szczególności, dla 15. Drużynowych Mistrzostwa Świata Młodzieży w Brydżu Sportowym określone były następujące zasady:
- Jeśli poprzedni pojedynek wygrała drużyna, która ostatecznie znalazła się wyżej w ostatecznej tabeli, to otrzymuje przeniesienie równe połowie różnicy IMP poprzedniego spotkania;
- Jeśli poprzedni pojedynek wygrała drużyna, która ostatecznie znalazła się niżej w ostatecznej tabeli, to otrzymuje przeniesienie równe jednej trzeciej różnicy IMP poprzedniego spotkania;
- Przeniesienie nie może być większe niż wartość zależna od liczby rozdań w rozgrywanym (pucharowym) meczu. Na przykład:
  - 5 dla meczu 28 rozdaniowego;
  - 8 dla meczu 42 rozdaniowego;
  - 11 dla meczu 56 rozdaniowego;
  - 16 dla meczu 84 rozdaniowego.

|  |  | Przykład: - Mecz ćwierćfinałowy juniorów Polska – Turcja (56 rozdań). Wynik bezpośredniego spotkania 36:8 IMP (16,72:3,28 VP) na korzyść Polski, która zajęła wyższą (1) pozycję niż Turcja (7). Różnica IMP wynosi 24. Połowa punktów to 12. Przeniesienie wynosi 11 (ograniczenie dla meczu 56 rozdaniowego) - Mecz ćwierćfinałowy młodzieży szkolnej Norwegia – Hongkong (56 rozdań). Wynik bezpośredniego spotkania 22:39 IMP (5,36:14,64 VP) na korzyść drużyny Hongkongu, która zajęła niższą (8) pozycję niż Norwegia (3). Różnica IMP wynosi 17. Jedna trzecia to 5,67. I takie jest przeniesienie. |

#### Porównanie rozgrywek na maksy i IMP
Różnicę między rozgrywkami na maksy i IMP ilustrują przykłady 1 podane dla zapisu maksymalnego i systemu Cavendisha. Wyniki rozdań są takie same. Porównując wyniki 620 oraz -100 (rozdania 1) widzimy, że w zapisie maksymalnym różnica jest minimalna: (4 lub 2 = 2 punkty). W systemie Cavendisha dla tych dwóch rozdań różnica jest olbrzymia: (4,4 lub -9.4 = 13,8 IMP), co może „ustawić” całe spotkanie. Przykład 3 ilustrują inną różnicę w tych systemach. Wynik maksymalny (430) i minimalny (300) w systemie Cavendisha dzieli zaledwie 4,2 IMP. W zapisie maksymalnym jest to różnica między maksem a niemal zerem.
W każdym przypadku oczywiście wymagana jest staranność i biegłość techniczna.
- Zapis Maksymalny:
  - Nadróbki są ważne;
  - W poszukiwaniu nadróbki bezpieczeństwo gry jest często nieuwzględniane;
  - Unika się gier końcowych i szlemowych o niskim prawdopodobieństwie powodzenia;
  - Częste są poświęcenia. Na przykład położenie się bez dwóch z kontrą za 500 jest bardzo dobrym rezultatem gdy przeciwnikom wychodzi 620;
  - Częste są gry z kontrą. Dla przykładu „magiczne 200” odnosi się do sytuacji, kiedy przeciwnicy będący po partii tracą 200, której to wartości nigdy nie uzyska się przy własnej częściówce;
  - Często gra się w kolory starsze lub w bez atu, gdyż daje to ewentualne dodatkowe punkty;
  - Ze względu na opisane powyżej strategie przeciwnicy często mają kłopot z prawidłowym odczytaniem prawdziwych wartości kart.
- IMP:
  - Nadróbki są mniej ważne[55]. Nie ma sensu ryzykować straty gry premiowej (300-500 = 8-11 IMP) dla potencjalnej nadróbki dającej 1 IMP;
  - Z tego samego powodu bardzo ważne jest bezpieczeństwo gry;
  - Częste są gry końcowe i szlemowe o niskim prawdopodobieństwie powodzenia. 40% gra końcowa przed partią, 45% gra końcowa po partii oraz 50% szlemik dają pozytywny wynik IMP w dłuższej perspektywie;
  - Rzadko są poświęcenia i niosą większe ryzyko;
  - Niezbyt częste są gry z kontrą. Kontra powoduje, że rozgrywający bardziej asekuruje się przed przegraną.

|                                     |   | \| ♠ K 8 6 4 3 2 ♥ A K 3 2 ♦ - ♣ 6 5 4 \| \| \| \| \| N \| \| \| W \| \| E \| \| \| S \| \| \| ♠ A 5 ♥W 10 9 8 7 6 5 4 ♦ - ♣ A D 3 \| \| \| Przykładem różnicy w planowaniu gry w zależności od systemu rozliczeń jest rozdanie pochodzące z Olimpiady na Układane Karty z roku 1963. [Przykład ten zamieszczony jest też w książce Andrzeja Macieszczaka „Brydż sportowy”.] Po bloku karami przez E, S rozgrywa 6♥. W wistuje D♥(!). Przy grze na maksy rozgrywający powinien położyć A♥ i po ściągnięciu pików przebić pika. Przy rozkładzie pików 3:2 bierze 13 lew. Przy rozkładzie pików 4:1 jest jeszcze szansa na impas treflowy. Jednakże przy rozkładzie pików 4:1 i królu trefl poza impasem gra zostanie przegrana. Przy grze na punkty meczowe optymalnym posunięciem jest przepuszczenie damy kier i zachowanie drugiego kierowego dojścia do stołu. Wówczas rozgrywający przebijając dwukrotnie piki zawsze weźmie 12 lew przy rozkładzie pików nie gorszym od 4:1. |
| ♠ K 8 6 4 3 2 ♥ A K 3 2 ♦ - ♣ 6 5 4 |   | |
|                                     | N | |
| W                                   |   | E |
|                                     | S | |
| ♠ A 5 ♥W 10 9 8 7 6 5 4 ♦ - ♣ A D 3 |   | |

### Rozliczanie cyklu rozgrywek

#### Zapis sumaryczny
Zapis sumaryczny jest jedynym wymienionym explicite systemem rozliczania wielu rozdań opisanym w Międzynarodowym Prawie Brydżowym.
Wynikiem zawodów (meczu lub turnieju) przy tym zapisie jest suma wyników z poszczególnych rozdań.
Przykłady zapisu sumarycznego przedstawiono dla systemu Board-A-Match, zapisu maksymalnego, systemu Butlera oraz systemu Cavendisha.

#### VP
Punkty zwycięskie – VP – stosowane są w rozgrywkach drużynowych (teamów) jako jeden z możliwych sposobów przeliczania wyników. Łączny wynik meczu w IMP-ach przelicza się na VP (Victory Points – punkty zwycięskie), w zależności od różnicy w IMP-ach zdobytych w meczu i liczby rozdań w meczu. Suma VP zdobytych przez drużynę we wszystkich meczach stanowi o pozycji drużyny w tabeli.

##### Punkty VP stosowane do roku 2013
Do roku 2013 VP były określone w postaci dyskretnej. Zawsze były w postaci całkowitej i – zależnie od liczby rozdań – za pewien zakres punktów IMP przysługiwała określona liczba punktów VP obu drużynom
Oto skala przeliczeniowa różnicy w IMP na VP w zależności od liczby rozdań w meczu, stosowana w rozgrywkach międzynarodowych i w polskich (rozgrywkach ligowych) do roku 2013:
| 15 : 15 | 0–1   | 0–1   | 0–2   | 0–2   | 0–2   | 0–3   | 0–3   | 0–3    | 0–3    | 0–3     | 0–4     |
| 16 : 14 | 2–5   | 2–6   | 3–7   | 3–7   | 3–8   | 4–9   | 4–10  | 4–10   | 4–11   | 4–11    | 5–12    |
| 17 : 13 | 6–8   | 7–9   | 8–10  | 8–11  | 9–12  | 10–14 | 11–15 | 11–16  | 12–17  | 12–18   | 13–20   |
| 18 : 12 | 9–11  | 10–12 | 11–14 | 12–15 | 13–16 | 15–19 | 16–20 | 17–22  | 18–23  | 19–25   | 21–28   |
| 19 : 11 | 12–14 | 13–16 | 15–18 | 16–19 | 17–21 | 20–24 | 21–25 | 23–28  | 24–49  | 26–32   | 29–36   |
| 20 : 10 | 15–17 | 17–20 | 19–22 | 20–23 | 22–26 | 25–29 | 26–31 | 29–34  | 30–36  | 33–39   | 37–44   |
| 21 : 9  | 18–20 | 21–24 | 23–26 | 24–27 | 27–31 | 30–34 | 32–37 | 35–40  | 37–43  | 40–46   | 45–52   |
| 22 : 8  | 21–23 | 25–28 | 27–30 | 28–30 | 32–36 | 35–39 | 38–43 | 41–46  | 44–50  | 47–53   | 53–60   |
| 23 : 7  | 24–26 | 29–32 | 31–34 | 32–36 | 37–41 | 40–45 | 44–49 | 47–52  | 51–57  | 54–60   | 61–68   |
| 24 : 6  | 27–29 | 33–36 | 35–38 | 37–41 | 42–47 | 46–51 | 50–55 | 53–58  | 58–64  | 61–68   | 69–76   |
| 25 : 5  | 30–33 | 37–40 | 39–43 | 42–46 | 48–53 | 52–57 | 56–61 | 59–65  | 65–71  | 69–76   | 77–84   |
| 25 : 4  | 34–37 | 41–45 | 44–48 | 47–52 | 54–59 | 58–64 | 62–68 | 66–73  | 72–79  | 77–84   | 85–93   |
| 25 : 3  | 38–41 | 46–50 | 49–54 | 53–58 | 60–65 | 65–71 | 69–76 | 74–82  | 80–88  | 85–93   | 94–102  |
| 25 : 2  | 42–45 | 51–55 | 55–60 | 59–64 | 66–72 | 72–79 | 77–85 | 83–91  | 89–97  | 94–102  | 103–112 |
| 25 : 1  | 46–50 | 56–61 | 61–66 | 65–71 | 73–79 | 80–87 | 86–94 | 92–100 | 98–106 | 103–112 | 113–123 |
| 25 : 0  | od 51 | od 62 | od 67 | od 72 | od 80 | od 88 | od 95 | od 101 | od 107 | od 113  | od 124  |

##### Punkty VP stosowane od roku 2013
W roku 2013 WBF wprowadziła nową skalę przeliczenia punktów IMP na VP. Zmiany poszły w kilku kierunkach:
- Zakres wyników jest od 10:10 do 20:0;
- Każdy punkt IMP jest ważny. Wynik jest w postaci ułamkowej (dwa miejsca dziesiętne);
- Przyjęto do rozważań inną liczbę gier, co pozwala częściej stosować VP w różnych zawodach.

Poniżej przedstawiono tabelę przeliczenia IMP na VP stosowaną od 2013 roku:
| Wynik w VP w zależności od liczby rozdań i różnicy IMP – Tabela WBF | Wynik w VP w zależności od liczby rozdań i różnicy IMP – Tabela WBF | Wynik w VP w zależności od liczby rozdań i różnicy IMP – Tabela WBF | Wynik w VP w zależności od liczby rozdań i różnicy IMP – Tabela WBF | Wynik w VP w zależności od liczby rozdań i różnicy IMP – Tabela WBF | Wynik w VP w zależności od liczby rozdań i różnicy IMP – Tabela WBF | Wynik w VP w zależności od liczby rozdań i różnicy IMP – Tabela WBF | Wynik w VP w zależności od liczby rozdań i różnicy IMP – Tabela WBF | Wynik w VP w zależności od liczby rozdań i różnicy IMP – Tabela WBF | Wynik w VP w zależności od liczby rozdań i różnicy IMP – Tabela WBF | Wynik w VP w zależności od liczby rozdań i różnicy IMP – Tabela WBF | Wynik w VP w zależności od liczby rozdań i różnicy IMP – Tabela WBF | Wynik w VP w zależności od liczby rozdań i różnicy IMP – Tabela WBF | Wynik w VP w zależności od liczby rozdań i różnicy IMP – Tabela WBF | Wynik w VP w zależności od liczby rozdań i różnicy IMP – Tabela WBF |
| I                                                                   | 6                                                                   | 7                                                                   | 8                                                                   |                                                                     | 9                                                                   | 10                                                                  | 12                                                                  |                                                                     | 14                                                                  | 16                                                                  |                                                                     | 20                                                                  | 32                                                                  | I                                                                   |
| ------------------------------------------------------------------- | ------------------------------------------------------------------- | ------------------------------------------------------------------- | ------------------------------------------------------------------- | ------------------------------------------------------------------- | ------------------------------------------------------------------- | ------------------------------------------------------------------- | ------------------------------------------------------------------- | ------------------------------------------------------------------- | ------------------------------------------------------------------- | ------------------------------------------------------------------- | ------------------------------------------------------------------- | ------------------------------------------------------------------- | ------------------------------------------------------------------- | ------------------------------------------------------------------- |
| 0                                                                   | 10,00                                                               | 10,00                                                               | 10,00                                                               |                                                                     | 10,00                                                               | 10,00                                                               | 10.00                                                               |                                                                     | 10.00                                                               | 10,00                                                               |                                                                     | 10,00                                                               | 10,00                                                               | 0                                                                   |
| 1                                                                   | 10,50                                                               | 10,47                                                               | 10,44                                                               |                                                                     | 10,41                                                               | 10,39                                                               | 10.36                                                               |                                                                     | 10.33                                                               | 10,31                                                               |                                                                     | 10,28                                                               | 10,22                                                               | 1                                                                   |
| 2                                                                   | 10,99                                                               | 10,92                                                               | 10,86                                                               |                                                                     | 10,81                                                               | 10,77                                                               | 10.71                                                               |                                                                     | 10.66                                                               | 10,61                                                               |                                                                     | 10,55                                                               | 10,44                                                               | 2                                                                   |
| 3                                                                   | 11,46                                                               | 11,35                                                               | 11,27                                                               |                                                                     | 11,20                                                               | 11,14                                                               | 11.05                                                               |                                                                     | 10.97                                                               | 10,91                                                               |                                                                     | 10,82                                                               | 10,65                                                               | 3                                                                   |
| 4                                                                   | 11,90                                                               | 11,77                                                               | 11,67                                                               |                                                                     | 11,58                                                               | 11,50                                                               | 11.38                                                               |                                                                     | 11.28                                                               | 11,20                                                               |                                                                     | 11,08                                                               | 10,86                                                               | 4                                                                   |
| 5                                                                   | 12,33                                                               | 12,18                                                               | 12,05                                                               |                                                                     | 11,94                                                               | 11,85                                                               | 11.70                                                               |                                                                     | 11.58                                                               | 11,48                                                               |                                                                     | 11,34                                                               | 11,07                                                               | 5                                                                   |
| 6                                                                   | 12,75                                                               | 12,57                                                               | 12,42                                                               |                                                                     | 12,29                                                               | 12,18                                                               | 12.01                                                               |                                                                     | 11.87                                                               | 11,76                                                               |                                                                     | 11,59                                                               | 11,27                                                               | 6                                                                   |
| 7                                                                   | 13,15                                                               | 12,94                                                               | 12,77                                                               |                                                                     | 12,63                                                               | 12,51                                                               | 12.31                                                               |                                                                     | 12.16                                                               | 12,03                                                               |                                                                     | 11,83                                                               | 11,47                                                               | 7                                                                   |
| 8                                                                   | 13,53                                                               | 13,31                                                               | 13,12                                                               |                                                                     | 12,96                                                               | 12,83                                                               | 12.61                                                               |                                                                     | 12.44                                                               | 12,29                                                               |                                                                     | 12,07                                                               | 11,67                                                               | 8                                                                   |
| 9                                                                   | 13,90                                                               | 13,65                                                               | 13,45                                                               |                                                                     | 13,28                                                               | 13,14                                                               | 12.90                                                               |                                                                     | 12.71                                                               | 12,55                                                               |                                                                     | 12,30                                                               | 11,86                                                               | 9                                                                   |
| 10                                                                  | 14,25                                                               | 13,99                                                               | 13,78                                                               |                                                                     | 13,59                                                               | 13,43                                                               | 13.18                                                               |                                                                     | 12.97                                                               | 12,80                                                               |                                                                     | 12,53                                                               | 12,05                                                               | 10                                                                  |
| 11                                                                  | 14,59                                                               | 14,32                                                               | 14,09                                                               |                                                                     | 13,89                                                               | 13,72                                                               | 13.45                                                               |                                                                     | 13.23                                                               | 13,04                                                               |                                                                     | 12,76                                                               | 12,24                                                               | 11                                                                  |
| 12                                                                  | 14,92                                                               | 14,63                                                               | 14,39                                                               |                                                                     | 14,18                                                               | 14,00                                                               | 13.71                                                               |                                                                     | 13.48                                                               | 13,28                                                               |                                                                     | 12,98                                                               | 12,42                                                               | 12                                                                  |
| 13                                                                  | 15,24                                                               | 14,93                                                               | 14,68                                                               |                                                                     | 14,46                                                               | 14,28                                                               | 13.97                                                               |                                                                     | 13.72                                                               | 13,52                                                               |                                                                     | 13,20                                                               | 12,60                                                               | 13                                                                  |
| 14                                                                  | 15,54                                                               | 15,22                                                               | 14,96                                                               |                                                                     | 14,74                                                               | 14,54                                                               | 14.22                                                               |                                                                     | 13.96                                                               | 13,75                                                               |                                                                     | 13,41                                                               | 12,78                                                               | 14                                                                  |
| 15                                                                  | 15,83                                                               | 15,50                                                               | 15,23                                                               |                                                                     | 15,00                                                               | 14,80                                                               | 14.46                                                               |                                                                     | 14.19                                                               | 13,97                                                               |                                                                     | 13,61                                                               | 12,95                                                               | 15                                                                  |
| 16                                                                  | 16,11                                                               | 15,78                                                               | 15,50                                                               |                                                                     | 15,26                                                               | 15,05                                                               | 14.70                                                               |                                                                     | 14.42                                                               | 14,18                                                               |                                                                     | 13,81                                                               | 13,12                                                               | 16                                                                  |
| 17                                                                  | 16,38                                                               | 16,04                                                               | 15,75                                                               |                                                                     | 15,50                                                               | 15,29                                                               | 14.93                                                               |                                                                     | 14.64                                                               | 14,39                                                               |                                                                     | 14,01                                                               | 13,29                                                               | 17                                                                  |
| 18                                                                  | 16,64                                                               | 16,29                                                               | 16,00                                                               |                                                                     | 15,74                                                               | 15,52                                                               | 15.15                                                               |                                                                     | 14.85                                                               | 14,60                                                               |                                                                     | 14,20                                                               | 13,46                                                               | 18                                                                  |
| 19                                                                  | 16,89                                                               | 16,53                                                               | 16,23                                                               |                                                                     | 15,97                                                               | 15,75                                                               | 15.37                                                               |                                                                     | 15.06                                                               | 14,80                                                               |                                                                     | 14,39                                                               | 13,62                                                               | 19                                                                  |
| 20                                                                  | 17,12                                                               | 16,77                                                               | 16,46                                                               |                                                                     | 16,20                                                               | 15,97                                                               | 15.58                                                               |                                                                     | 15.26                                                               | 15,00                                                               |                                                                     | 14,58                                                               | 13,78                                                               | 20                                                                  |
| 21                                                                  | 17,35                                                               | 16,99                                                               | 16,68                                                               |                                                                     | 16,42                                                               | 16,18                                                               | 15.79                                                               |                                                                     | 15.46                                                               | 15,19                                                               |                                                                     | 14,76                                                               | 13,94                                                               | 21                                                                  |
| 22                                                                  | 17,58                                                               | 17,21                                                               | 16,90                                                               |                                                                     | 16,63                                                               | 16,39                                                               | 15.99                                                               |                                                                     | 15.66                                                               | 15,38                                                               |                                                                     | 14,94                                                               | 14,09                                                               | 22                                                                  |
| 23                                                                  | 17,79                                                               | 17,42                                                               | 17,11                                                               |                                                                     | 16,83                                                               | 16,59                                                               | 16.18                                                               |                                                                     | 15.85                                                               | 15,56                                                               |                                                                     | 15,11                                                               | 14,24                                                               | 23                                                                  |
| 24                                                                  | 17,99                                                               | 17,62                                                               | 17,31                                                               |                                                                     | 17,03                                                               | 16,78                                                               | 16.37                                                               |                                                                     | 16.03                                                               | 15,74                                                               |                                                                     | 15,28                                                               | 14,39                                                               | 24                                                                  |
| 25                                                                  | 18,19                                                               | 17,82                                                               | 17,50                                                               |                                                                     | 17,22                                                               | 16,97                                                               | 16.55                                                               |                                                                     | 16.21                                                               | 15,92                                                               |                                                                     | 15,45                                                               | 14,54                                                               | 25                                                                  |
| 26                                                                  | 18,38                                                               | 18,01                                                               | 17,69                                                               |                                                                     | 17,41                                                               | 17,16                                                               | 16.73                                                               |                                                                     | 16.38                                                               | 16,09                                                               |                                                                     | 15,61                                                               | 14,68                                                               | 26                                                                  |
| 27                                                                  | 18,56                                                               | 18,19                                                               | 17,87                                                               |                                                                     | 17,59                                                               | 17,34                                                               | 16.91                                                               |                                                                     | 16.55                                                               | 16,26                                                               |                                                                     | 15,77                                                               | 14,82                                                               | 27                                                                  |
| 28                                                                  | 18,73                                                               | 18,36                                                               | 18,04                                                               |                                                                     | 17,76                                                               | 17,51                                                               | 17.08                                                               |                                                                     | 16.72                                                               | 16,42                                                               |                                                                     | 15,93                                                               | 14,96                                                               | 28                                                                  |
| 29                                                                  | 18,90                                                               | 18,53                                                               | 18,21                                                               |                                                                     | 17,93                                                               | 17,68                                                               | 17.24                                                               |                                                                     | 16.88                                                               | 16,58                                                               |                                                                     | 16,08                                                               | 15,10                                                               | 29                                                                  |
| 30                                                                  | 19,06                                                               | 18,69                                                               | 18,37                                                               |                                                                     | 18,09                                                               | 17,84                                                               | 17.40                                                               |                                                                     | 17.04                                                               | 16,73                                                               |                                                                     | 16,23                                                               | 15,24                                                               | 30                                                                  |
| 31                                                                  | 19,22                                                               | 18,85                                                               | 18,53                                                               |                                                                     | 18,25                                                               | 18,00                                                               | 17.56                                                               |                                                                     | 17.19                                                               | 16,88                                                               |                                                                     | 16,38                                                               | 15,37                                                               | 31                                                                  |
| 32                                                                  | 19,37                                                               | 19,00                                                               | 18,68                                                               |                                                                     | 18,40                                                               | 18,15                                                               | 17.71                                                               |                                                                     | 17.34                                                               | 17,03                                                               |                                                                     | 16,52                                                               | 15,50                                                               | 32                                                                  |
| 33                                                                  | 19,51                                                               | 19,15                                                               | 18,83                                                               |                                                                     | 18,55                                                               | 18,30                                                               | 17.86                                                               |                                                                     | 17.49                                                               | 17,17                                                               |                                                                     | 16,66                                                               | 15,63                                                               | 33                                                                  |
| 34                                                                  | 19,65                                                               | 19,29                                                               | 18,97                                                               |                                                                     | 18,69                                                               | 18,44                                                               | 18.00                                                               |                                                                     | 17.63                                                               | 17,31                                                               |                                                                     | 16,80                                                               | 15,76                                                               | 34                                                                  |
| 35                                                                  | 19,78                                                               | 19,43                                                               | 19,11                                                               |                                                                     | 18,83                                                               | 18,58                                                               | 18.14                                                               |                                                                     | 17.77                                                               | 17,45                                                               |                                                                     | 16,93                                                               | 15,88                                                               | 35                                                                  |
| 36                                                                  | 19,91                                                               | 19,56                                                               | 19,24                                                               |                                                                     | 18,97                                                               | 18,71                                                               | 18.28                                                               |                                                                     | 17.91                                                               | 17,59                                                               |                                                                     | 17,06                                                               | 16,00                                                               | 36                                                                  |
| 37                                                                  | 20,00                                                               | 19,68                                                               | 19,37                                                               |                                                                     | 19,10                                                               | 18,84                                                               | 18.41                                                               |                                                                     | 18.04                                                               | 17,72                                                               |                                                                     | 17,19                                                               | 16,12                                                               | 37                                                                  |
| 38                                                                  |                                                                     | 19,80                                                               | 19,50                                                               |                                                                     | 19,22                                                               | 18,97                                                               | 18.54                                                               |                                                                     | 18.17                                                               | 17,85                                                               |                                                                     | 17,32                                                               | 16,24                                                               | 38                                                                  |
| 39                                                                  |                                                                     | 19,92                                                               | 19,62                                                               |                                                                     | 19,34                                                               | 19,10                                                               | 18.66                                                               |                                                                     | 18.29                                                               | 17,97                                                               |                                                                     | 17,44                                                               | 16,35                                                               | 39                                                                  |
| 40                                                                  |                                                                     | 20,00                                                               | 19,62                                                               |                                                                     | 19,46                                                               | 19,10                                                               | 18.78                                                               |                                                                     | 18.41                                                               | 17,97                                                               |                                                                     | 17,44                                                               | 16,46                                                               | 40                                                                  |
| 41                                                                  |                                                                     |                                                                     | 19,85                                                               |                                                                     | 19,58                                                               | 19,33                                                               | 18.90                                                               |                                                                     | 18.53                                                               | 18,21                                                               |                                                                     | 17,68                                                               | 16,57                                                               | 41                                                                  |
| 42                                                                  |                                                                     |                                                                     | 19,95                                                               |                                                                     | 19,69                                                               | 19,44                                                               | 19.02                                                               |                                                                     | 18.65                                                               | 18,33                                                               |                                                                     | 17,79                                                               | 16,68                                                               | 42                                                                  |
| 43                                                                  |                                                                     |                                                                     | 20,00                                                               |                                                                     | 19,80                                                               | 19,55                                                               | 19.13                                                               |                                                                     | 18.76                                                               | 18,44                                                               |                                                                     | 17,90                                                               | 16,79                                                               | 43                                                                  |
| 44                                                                  |                                                                     |                                                                     |                                                                     |                                                                     | 19,90                                                               | 19,66                                                               | 19.24                                                               |                                                                     | 18.87                                                               | 18,55                                                               |                                                                     | 18,01                                                               | 16,90                                                               | 44                                                                  |
| I                                                                   | 6                                                                   | 7                                                                   | 8                                                                   |                                                                     | 9                                                                   | 10                                                                  | 12                                                                  |                                                                     | 14                                                                  | 16                                                                  |                                                                     | 20                                                                  | 32                                                                  | I                                                                   |

| Wynik w VP w zależności od liczby rozdań i różnicy IMP – Tabela WBF | Wynik w VP w zależności od liczby rozdań i różnicy IMP – Tabela WBF | Wynik w VP w zależności od liczby rozdań i różnicy IMP – Tabela WBF | Wynik w VP w zależności od liczby rozdań i różnicy IMP – Tabela WBF | Wynik w VP w zależności od liczby rozdań i różnicy IMP – Tabela WBF | Wynik w VP w zależności od liczby rozdań i różnicy IMP – Tabela WBF | Wynik w VP w zależności od liczby rozdań i różnicy IMP – Tabela WBF | Wynik w VP w zależności od liczby rozdań i różnicy IMP – Tabela WBF | Wynik w VP w zależności od liczby rozdań i różnicy IMP – Tabela WBF | Wynik w VP w zależności od liczby rozdań i różnicy IMP – Tabela WBF | Wynik w VP w zależności od liczby rozdań i różnicy IMP – Tabela WBF | Wynik w VP w zależności od liczby rozdań i różnicy IMP – Tabela WBF | Wynik w VP w zależności od liczby rozdań i różnicy IMP – Tabela WBF | Wynik w VP w zależności od liczby rozdań i różnicy IMP – Tabela WBF | Wynik w VP w zależności od liczby rozdań i różnicy IMP – Tabela WBF |
| I                                                                   | 6                                                                   | 7                                                                   | 8                                                                   |                                                                     | 9                                                                   | 10                                                                  | 12                                                                  |                                                                     | 14                                                                  | 16                                                                  |                                                                     | 20                                                                  | 32                                                                  | I                                                                   |
| ------------------------------------------------------------------- | ------------------------------------------------------------------- | ------------------------------------------------------------------- | ------------------------------------------------------------------- | ------------------------------------------------------------------- | ------------------------------------------------------------------- | ------------------------------------------------------------------- | ------------------------------------------------------------------- | ------------------------------------------------------------------- | ------------------------------------------------------------------- | ------------------------------------------------------------------- | ------------------------------------------------------------------- | ------------------------------------------------------------------- | ------------------------------------------------------------------- | ------------------------------------------------------------------- |
| 45                                                                  |                                                                     |                                                                     |                                                                     |                                                                     | 20,00                                                               | 19,76                                                               | 19.34                                                               |                                                                     | 18.98                                                               | 18,66                                                               |                                                                     | 18,12                                                               | 17,01                                                               | 45                                                                  |
| 46                                                                  |                                                                     |                                                                     |                                                                     |                                                                     |                                                                     | 19,86                                                               | 19.44                                                               |                                                                     | 19.08                                                               | 18,77                                                               |                                                                     | 18,23                                                               | 17,11                                                               | 46                                                                  |
| 47                                                                  |                                                                     |                                                                     |                                                                     |                                                                     |                                                                     | 19,96                                                               | 19.54                                                               |                                                                     | 19.18                                                               | 18,87                                                               |                                                                     | 18,33                                                               | 17,21                                                               | 47                                                                  |
| 48                                                                  |                                                                     |                                                                     |                                                                     |                                                                     |                                                                     | 20,00                                                               | 19.64                                                               |                                                                     | 19.28                                                               | 18,97                                                               |                                                                     | 18,43                                                               | 17,31                                                               | 48                                                                  |
| 49                                                                  |                                                                     |                                                                     |                                                                     |                                                                     |                                                                     |                                                                     | 19.74                                                               |                                                                     | 19.38                                                               | 19,07                                                               |                                                                     | 18,53                                                               | 17,41                                                               | 49                                                                  |
| 50                                                                  |                                                                     |                                                                     |                                                                     |                                                                     |                                                                     |                                                                     | 19.83                                                               |                                                                     | 19.47                                                               | 19,16                                                               |                                                                     | 18,63                                                               | 17,51                                                               | 50                                                                  |
| 51                                                                  |                                                                     |                                                                     |                                                                     |                                                                     |                                                                     |                                                                     | 19.92                                                               |                                                                     | 19.56                                                               | 19,25                                                               |                                                                     | 18,73                                                               | 17,60                                                               | 51                                                                  |
| 52                                                                  |                                                                     |                                                                     |                                                                     |                                                                     |                                                                     |                                                                     | 20.00                                                               |                                                                     | 19.65                                                               | 19,34                                                               |                                                                     | 18,82                                                               | 17,69                                                               | 52                                                                  |
| 53                                                                  |                                                                     |                                                                     |                                                                     |                                                                     |                                                                     |                                                                     |                                                                     |                                                                     | 19.74                                                               | 19,43                                                               |                                                                     | 18,91                                                               | 17,78                                                               | 53                                                                  |
| 54                                                                  |                                                                     |                                                                     |                                                                     |                                                                     |                                                                     |                                                                     |                                                                     |                                                                     | 19.83                                                               | 19,52                                                               |                                                                     | 19,00                                                               | 17,87                                                               | 54                                                                  |
| 55                                                                  |                                                                     |                                                                     |                                                                     |                                                                     |                                                                     |                                                                     |                                                                     |                                                                     | 19.91                                                               | 19,61                                                               |                                                                     | 19,09                                                               | 17,96                                                               | 55                                                                  |
| 56                                                                  |                                                                     |                                                                     |                                                                     |                                                                     |                                                                     |                                                                     |                                                                     |                                                                     | 19.99                                                               | 19,69                                                               |                                                                     | 19,17                                                               | 18,05                                                               | 56                                                                  |
| 57                                                                  |                                                                     |                                                                     |                                                                     |                                                                     |                                                                     |                                                                     |                                                                     |                                                                     | 20.00                                                               | 19,77                                                               |                                                                     | 19,25                                                               | 18,13                                                               | 57                                                                  |
| 58                                                                  |                                                                     |                                                                     |                                                                     |                                                                     |                                                                     |                                                                     |                                                                     |                                                                     |                                                                     | 19,85                                                               |                                                                     | 19,33                                                               | 18,21                                                               | 58                                                                  |
| 59                                                                  |                                                                     |                                                                     |                                                                     |                                                                     |                                                                     |                                                                     |                                                                     |                                                                     |                                                                     | 19,93                                                               |                                                                     | 19,41                                                               | 18,29                                                               | 59                                                                  |
| 60                                                                  |                                                                     |                                                                     |                                                                     |                                                                     |                                                                     |                                                                     |                                                                     |                                                                     |                                                                     | 20,00                                                               |                                                                     | 19,49                                                               | 18,37                                                               | 60                                                                  |
| 61                                                                  |                                                                     |                                                                     |                                                                     |                                                                     |                                                                     |                                                                     |                                                                     |                                                                     |                                                                     |                                                                     |                                                                     | 19,57                                                               | 18,45                                                               | 61                                                                  |
| 62                                                                  |                                                                     |                                                                     |                                                                     |                                                                     |                                                                     |                                                                     |                                                                     |                                                                     |                                                                     |                                                                     |                                                                     | 19,65                                                               | 18,53                                                               | 62                                                                  |
| 63                                                                  |                                                                     |                                                                     |                                                                     |                                                                     |                                                                     |                                                                     |                                                                     |                                                                     |                                                                     |                                                                     |                                                                     | 19,72                                                               | 18,61                                                               | 63                                                                  |
| 64                                                                  |                                                                     |                                                                     |                                                                     |                                                                     |                                                                     |                                                                     |                                                                     |                                                                     |                                                                     |                                                                     |                                                                     | 19,79                                                               | 18,69                                                               | 64                                                                  |
| 65                                                                  |                                                                     |                                                                     |                                                                     |                                                                     |                                                                     |                                                                     |                                                                     |                                                                     |                                                                     |                                                                     |                                                                     | 19,86                                                               | 18,76                                                               | 65                                                                  |
| 66                                                                  |                                                                     |                                                                     |                                                                     |                                                                     |                                                                     |                                                                     |                                                                     |                                                                     |                                                                     |                                                                     |                                                                     | 19,93                                                               | 18,83                                                               | 66                                                                  |
| 67                                                                  |                                                                     |                                                                     |                                                                     |                                                                     |                                                                     |                                                                     |                                                                     |                                                                     |                                                                     |                                                                     |                                                                     | 19,99                                                               | 18,90                                                               | 67                                                                  |
| 68                                                                  |                                                                     |                                                                     |                                                                     |                                                                     |                                                                     |                                                                     |                                                                     |                                                                     |                                                                     |                                                                     |                                                                     | 20,00                                                               | 18,97                                                               | 68                                                                  |
| 69                                                                  |                                                                     |                                                                     |                                                                     |                                                                     |                                                                     |                                                                     |                                                                     |                                                                     |                                                                     |                                                                     |                                                                     |                                                                     | 19,04                                                               | 69                                                                  |
| 70                                                                  |                                                                     |                                                                     |                                                                     |                                                                     |                                                                     |                                                                     |                                                                     |                                                                     |                                                                     |                                                                     |                                                                     |                                                                     | 19,11                                                               | 70                                                                  |
| 71                                                                  |                                                                     |                                                                     |                                                                     |                                                                     |                                                                     |                                                                     |                                                                     |                                                                     |                                                                     |                                                                     |                                                                     |                                                                     | 19,18                                                               | 71                                                                  |
| 72                                                                  |                                                                     |                                                                     |                                                                     |                                                                     |                                                                     |                                                                     |                                                                     |                                                                     |                                                                     |                                                                     |                                                                     |                                                                     | 19,25                                                               | 72                                                                  |
| 73                                                                  |                                                                     |                                                                     |                                                                     |                                                                     |                                                                     |                                                                     |                                                                     |                                                                     |                                                                     |                                                                     |                                                                     |                                                                     | 19,32                                                               | 73                                                                  |
| 74                                                                  |                                                                     |                                                                     |                                                                     |                                                                     |                                                                     |                                                                     |                                                                     |                                                                     |                                                                     |                                                                     |                                                                     |                                                                     | 19,38                                                               | 74                                                                  |
| 75                                                                  |                                                                     |                                                                     |                                                                     |                                                                     |                                                                     |                                                                     |                                                                     |                                                                     |                                                                     |                                                                     |                                                                     |                                                                     | 19,44                                                               | 75                                                                  |
| 76                                                                  |                                                                     |                                                                     |                                                                     |                                                                     |                                                                     |                                                                     |                                                                     |                                                                     |                                                                     |                                                                     |                                                                     |                                                                     | 19,50                                                               | 76                                                                  |
| 77                                                                  |                                                                     |                                                                     |                                                                     |                                                                     |                                                                     |                                                                     |                                                                     |                                                                     |                                                                     |                                                                     |                                                                     |                                                                     | 19,56                                                               | 77                                                                  |
| 78                                                                  |                                                                     |                                                                     |                                                                     |                                                                     |                                                                     |                                                                     |                                                                     |                                                                     |                                                                     |                                                                     |                                                                     |                                                                     | 19,62                                                               | 78                                                                  |
| 79                                                                  |                                                                     |                                                                     |                                                                     |                                                                     |                                                                     |                                                                     |                                                                     |                                                                     |                                                                     |                                                                     |                                                                     |                                                                     | 19,68                                                               | 79                                                                  |
| 80                                                                  |                                                                     |                                                                     |                                                                     |                                                                     |                                                                     |                                                                     |                                                                     |                                                                     |                                                                     |                                                                     |                                                                     |                                                                     | 19,74                                                               | 80                                                                  |
| 81                                                                  |                                                                     |                                                                     |                                                                     |                                                                     |                                                                     |                                                                     |                                                                     |                                                                     |                                                                     |                                                                     |                                                                     |                                                                     | 19,80                                                               | 81                                                                  |
| 82                                                                  |                                                                     |                                                                     |                                                                     |                                                                     |                                                                     |                                                                     |                                                                     |                                                                     |                                                                     |                                                                     |                                                                     |                                                                     | 19,85                                                               | 82                                                                  |
| 83                                                                  |                                                                     |                                                                     |                                                                     |                                                                     |                                                                     |                                                                     |                                                                     |                                                                     |                                                                     |                                                                     |                                                                     |                                                                     | 19,90                                                               | 83                                                                  |
| 84                                                                  |                                                                     |                                                                     |                                                                     |                                                                     |                                                                     |                                                                     |                                                                     |                                                                     |                                                                     |                                                                     |                                                                     |                                                                     | 19,95                                                               | 84                                                                  |
| 85                                                                  |                                                                     |                                                                     |                                                                     |                                                                     |                                                                     |                                                                     |                                                                     |                                                                     |                                                                     |                                                                     |                                                                     |                                                                     | 20,00                                                               | 85                                                                  |
| I                                                                   | 6                                                                   | 7                                                                   | 8                                                                   |                                                                     | 9                                                                   | 10                                                                  | 12                                                                  |                                                                     | 14                                                                  | 16                                                                  |                                                                     | 20                                                                  | 32                                                                  | I                                                                   |

##### Przykład przeliczenia IMP na VP
|                                             |                         | Poniżej podano przykład wyników rozdań w meczu brydżowym ilustrujący zdobywane punkty, ich przeliczenie na IMP i VP. Drużyna A ma parę siedzącą na NS w pokoju otwartym oraz parę siedzącą na WE w pokoju zamkniętym. \| Przykład: rozliczenie meczu 16 rozdaniowego \| Przykład: rozliczenie meczu 16 rozdaniowego \| Przykład: rozliczenie meczu 16 rozdaniowego \| Przykład: rozliczenie meczu 16 rozdaniowego \| Przykład: rozliczenie meczu 16 rozdaniowego \| Przykład: rozliczenie meczu 16 rozdaniowego \| Przykład: rozliczenie meczu 16 rozdaniowego \| Przykład: rozliczenie meczu 16 rozdaniowego \| Przykład: rozliczenie meczu 16 rozdaniowego \| Przykład: rozliczenie meczu 16 rozdaniowego \| Przykład: rozliczenie meczu 16 rozdaniowego \| Przykład: rozliczenie meczu 16 rozdaniowego \| \| Nr \| Po partii \| Pokój otwarty \| Pokój otwarty \| Pokój otwarty \| Pokój zamknięty \| Pokój zamknięty \| Pokój zamknięty \| IMP \| IMP \| \| Uwagi \| \| Nr \| Po partii \| Kontrakt \| NS \| WE \| Kontrakt \| NS \| WE \| A \| B \| \| Uwagi \| \| ------------------------------------------- \| ------------------------------------------- \| ------------------------------------------- \| ------------------------------------------- \| ------------------------------------------- \| ------------------------------------------- \| ------------------------------------------- \| ------------------------------------------- \| ------------------------------------------- \| ------------------------------------------- \| ------------------------------------------------------------------------------------------------------------------------------------------------------------------------------------ \| ------------------------------------------- \| \| 1 \| \| 3BAN= \| 400 \| \| 3BAN= \| 400 \| \| \| \| Za ugranie partii jest premia 300. Dlatego obie strony mają po 400: 100 za 3BA oraz 300 za partię. \| \| \| 2 \| NS \| 2♦W= \| \| 90 \| 2♦W+1 \| \| 110 \| 1 \| \| Za ugranie częściówki w obu przypadkach jest premia 50. Nadróbka warta 20 punktów – daje to 1 IMP drużynie A. \| \| \| 3 \| WE \| PAS \| \| \| PAS \| \| \| \| \| 4 pasy. \| \| \| 4 \| obie \| 4♥E-1 \| 100 \| \| 4♥E= \| \| 620 \| 12 \| \| Za ugranie końcówki po partii jest premia 500. Razem ze 120 za 4♥ daje 620. Dodatkowo na drugim stole ta końcówka nie była ugrana, czyli daje to sumaryczny wynik 720. Czyli 12 IMP. \| \| \| 5 \| NS \| 3♣Nx-2 \| \| 500 \| 3♣N-2 \| \| 200 \| \| 7 \| Kontra daje 7 IMP. \| \| \| 6 \| WE \| 3BAW= \| \| 600 \| 4♠W= \| \| 620 \| 1 \| \| Różnica między końcówkami 3BA oraz 4♠ wynosi 20 – czyli 1 IMP. \| \| \| 7 \| obie \| 2♥N= \| 110 \| \| 2♥N+1 \| 140 \| \| \| 1 \| Nadróbka 30 punktów – 1 IMP. \| \| \| 8 \| \| 6♠W= \| \| 920 \| 6♠Wx \| \| 1090 \| 5 \| \| Nieudana kontra na grę szlemikową – 5 IMP. \| \| \| 9 \| WE \| 5♥Nx-3 \| \| 500 \| 4♠E= \| \| 620 \| 3 \| \| Udana obrona przed partią kierami końcówki (po partii) daje 3 IMP. \| \| \| 10 \| obie \| 4♠Nx-3 \| \| 800 \| 4♥W= \| \| 620 \| \| 5 \| Obrona po partii może przynieść szkodę. Tu 5 IMP. \| \| \| 11 \| \| 5♣S= \| 400 \| \| 5♣S= \| 400 \| \| \| \| Część rozdań jest „płaska”. Wynik na obu stołach jest jednakowy. \| \| \| 12 \| NS \| 6♦E-1 \| 50 \| \| 6♦E= \| \| 900 \| 14 \| \| Przegrany kontrakt szlemikowy daje 14 IMP. \| \| \| 13 \| obie \| 3BAS+1 \| 630 \| \| 4♠S= \| 620 \| \| \| \| 3BA z nadróbka daje 630. 4♠ daje 620. Ponieważ różnica wynosi 10, to nie ma punktów IMP. \| \| \| 14 \| \| 2♥Sx-2 \| \| 300 \| 4♠W= \| \| 420 \| 3 \| \| Czasami kontrowanie przeciwników daje słaby wynik. Lepiej zagrać samemu końcówkę. \| \| \| 15 \| NS \| 5♥Ex-3 \| 500 \| \| 4♠S-1 \| \| 100 \| 12 \| \| Obrona (5♥) niewychodzącego kontraktu (4♠) to duża strata – 12 IMP. \| \| \| 16 \| WE \| 5♦W= \| \| 600 \| 3BAW= \| \| 600 \| \| \| Końcówka w kolor młodszy jest równoważna 3BA. \| \| \| Suma IMP \| Suma IMP \| Suma IMP \| Suma IMP \| Suma IMP \| Suma IMP \| Suma IMP \| Suma IMP \| 51 \| 13 \| Różnica w IMP (w tym przykładzie) wynosi 38. Jest to w meczu 16 rozdaniowym. \| \| \| Wynik VP (do roku 2013) \| Wynik VP (do roku 2013) \| Wynik VP (do roku 2013) \| Wynik VP (do roku 2013) \| Wynik VP (do roku 2013) \| Wynik VP (do roku 2013) \| Wynik VP (do roku 2013) \| Wynik VP (do roku 2013) \| 24 \| 6 \| Określane na podstawie: Mecz 16 rozdań, różnica 38 IMP. W wyniku tego meczu zostaną dodane do punktacji drużynom: 24 VP drużynie A oraz 6 VP drużynie B. \| \| \| Wynik VP (od roku 2013) \| Wynik VP (od roku 2013) \| Wynik VP (od roku 2013) \| Wynik VP (od roku 2013) \| Wynik VP (od roku 2013) \| Wynik VP (od roku 2013) \| Wynik VP (od roku 2013) \| Wynik VP (od roku 2013) \| 17.85 \| 2.15 \| Określane na podstawie: Mecz 16 rozdań, różnica 38 IMP. W wyniku tego meczu zostaną dodane do punktacji drużynom: 17.85 VP drużynie A oraz 2.15 VP drużynie B. \| \| |                         |                         |                         |                         |                         |       |      | |       |
| Przykład: rozliczenie meczu 16 rozdaniowego |                         | |                         |                         |                         |                         |                         |       |      | |       |
| Nr                                          | Po partii               | Pokój otwarty | Pokój otwarty           | Pokój otwarty           | Pokój zamknięty         | Pokój zamknięty         | Pokój zamknięty         | IMP   | IMP  | | Uwagi |
| Nr                                          | Po partii               | Kontrakt | NS                      | WE                      | Kontrakt                | NS                      | WE                      | A     | B    | | Uwagi |
|                                             |                         | |                         |                         |                         |                         |                         |       |      | |       |
| 1                                           |                         | 3BAN= | 400                     |                         | 3BAN=                   | 400                     |                         |       |      | Za ugranie partii jest premia 300. Dlatego obie strony mają po 400: 100 za 3BA oraz 300 za partię.                                                                                   |       |
| 2                                           | NS                      | 2♦W= |                         | 90                      | 2♦W+1                   |                         | 110                     | 1     |      | Za ugranie częściówki w obu przypadkach jest premia 50. Nadróbka warta 20 punktów – daje to 1 IMP drużynie A.                                                                        |       |
| 3                                           | WE                      | PAS |                         |                         | PAS                     |                         |                         |       |      | 4 pasy. |       |
| 4                                           | obie                    | 4♥E-1 | 100                     |                         | 4♥E=                    |                         | 620                     | 12    |      | Za ugranie końcówki po partii jest premia 500. Razem ze 120 za 4♥ daje 620. Dodatkowo na drugim stole ta końcówka nie była ugrana, czyli daje to sumaryczny wynik 720. Czyli 12 IMP. |       |
| 5                                           | NS                      | 3♣Nx-2 |                         | 500                     | 3♣N-2                   |                         | 200                     |       | 7    | Kontra daje 7 IMP. |       |
| 6                                           | WE                      | 3BAW= |                         | 600                     | 4♠W=                    |                         | 620                     | 1     |      | Różnica między końcówkami 3BA oraz 4♠ wynosi 20 – czyli 1 IMP. |       |
| 7                                           | obie                    | 2♥N= | 110                     |                         | 2♥N+1                   | 140                     |                         |       | 1    | Nadróbka 30 punktów – 1 IMP. |       |
| 8                                           |                         | 6♠W= |                         | 920                     | 6♠Wx                    |                         | 1090                    | 5     |      | Nieudana kontra na grę szlemikową – 5 IMP. |       |
| 9                                           | WE                      | 5♥Nx-3 |                         | 500                     | 4♠E=                    |                         | 620                     | 3     |      | Udana obrona przed partią kierami końcówki (po partii) daje 3 IMP. |       |
| 10                                          | obie                    | 4♠Nx-3 |                         | 800                     | 4♥W=                    |                         | 620                     |       | 5    | Obrona po partii może przynieść szkodę. Tu 5 IMP. |       |
| 11                                          |                         | 5♣S= | 400                     |                         | 5♣S=                    | 400                     |                         |       |      | Część rozdań jest „płaska”. Wynik na obu stołach jest jednakowy. |       |
| 12                                          | NS                      | 6♦E-1 | 50                      |                         | 6♦E=                    |                         | 900                     | 14    |      | Przegrany kontrakt szlemikowy daje 14 IMP. |       |
| 13                                          | obie                    | 3BAS+1 | 630                     |                         | 4♠S=                    | 620                     |                         |       |      | 3BA z nadróbka daje 630. 4♠ daje 620. Ponieważ różnica wynosi 10, to nie ma punktów IMP.                                                                                             |       |
| 14                                          |                         | 2♥Sx-2 |                         | 300                     | 4♠W=                    |                         | 420                     | 3     |      | Czasami kontrowanie przeciwników daje słaby wynik. Lepiej zagrać samemu końcówkę. |       |
| 15                                          | NS                      | 5♥Ex-3 | 500                     |                         | 4♠S-1                   |                         | 100                     | 12    |      | Obrona (5♥) niewychodzącego kontraktu (4♠) to duża strata – 12 IMP. |       |
| 16                                          | WE                      | 5♦W= |                         | 600                     | 3BAW=                   |                         | 600                     |       |      | Końcówka w kolor młodszy jest równoważna 3BA. |       |
| Suma IMP                                    | Suma IMP                | Suma IMP | Suma IMP                | Suma IMP                | Suma IMP                | Suma IMP                | Suma IMP                | 51    | 13   | Różnica w IMP (w tym przykładzie) wynosi 38. Jest to w meczu 16 rozdaniowym. |       |
| Wynik VP (do roku 2013)                     | Wynik VP (do roku 2013) | Wynik VP (do roku 2013) | Wynik VP (do roku 2013) | Wynik VP (do roku 2013) | Wynik VP (do roku 2013) | Wynik VP (do roku 2013) | Wynik VP (do roku 2013) | 24    | 6    | Określane na podstawie: Mecz 16 rozdań, różnica 38 IMP. W wyniku tego meczu zostaną dodane do punktacji drużynom: 24 VP drużynie A oraz 6 VP drużynie B.                             |       |
| Wynik VP (od roku 2013)                     | Wynik VP (od roku 2013) | Wynik VP (od roku 2013) | Wynik VP (od roku 2013) | Wynik VP (od roku 2013) | Wynik VP (od roku 2013) | Wynik VP (od roku 2013) | Wynik VP (od roku 2013) | 17.85 | 2.15 | Określane na podstawie: Mecz 16 rozdań, różnica 38 IMP. W wyniku tego meczu zostaną dodane do punktacji drużynom: 17.85 VP drużynie A oraz 2.15 VP drużynie B.                       |       |

#### System Pattona
System Pattona stosowany jest w turniejach teamów. System ten określa zarówno zwycięstwo w poszczególnych rozdaniach, jak i w całym meczu. Punkty zwycięskie (VP) każdego pojedynku między dwoma teamami składają się dwóch składowych:
- Punktów za zwycięstwo lub remis w każdym z kilku rozgrywanych rozdań. Na przykład: 2 za zwycięstwo w rozdaniu a 1 za remis.
- Punktów za różnicę w wyniku. Na przykład: dodatkowo wynik jest zwiększany 2:2 gdy różnica sald jest mniejsza od 10%, 3:1 gdy różnica sald jest w granicach 10%–1/3 lub 4:0 gdy różnica sald jest większa od 1/3.

Tak liczone punkty zwycięskie mają wpływ na tabele wyników w całym turnieju.
| |            | Poniżej podano przykład wyników rozdań w meczu brydżowym ilustrujący zdobywane punkty oraz ich przeliczenie na VP w systemie Pattona. Drużyna A ma parę siedzącą na NS w pokoju otwartym oraz parę siedzącą na WE w pokoju zamkniętym. Należy zwrócić uwagę, że punkty za zwycięstwo i remis oraz za saldo mogą być bardzo różnie określane i zależą od regulaminu zawodów. \| Przykład: rozliczenie spotkania w systemie Pattona. (Zobacz to samo spotkanie rozliczone systemem Board-A-Match) \| Przykład: rozliczenie spotkania w systemie Pattona. (Zobacz to samo spotkanie rozliczone systemem Board-A-Match) \| Przykład: rozliczenie spotkania w systemie Pattona. (Zobacz to samo spotkanie rozliczone systemem Board-A-Match) \| Przykład: rozliczenie spotkania w systemie Pattona. (Zobacz to samo spotkanie rozliczone systemem Board-A-Match) \| Przykład: rozliczenie spotkania w systemie Pattona. (Zobacz to samo spotkanie rozliczone systemem Board-A-Match) \| Przykład: rozliczenie spotkania w systemie Pattona. (Zobacz to samo spotkanie rozliczone systemem Board-A-Match) \| Przykład: rozliczenie spotkania w systemie Pattona. (Zobacz to samo spotkanie rozliczone systemem Board-A-Match) \| Przykład: rozliczenie spotkania w systemie Pattona. (Zobacz to samo spotkanie rozliczone systemem Board-A-Match) \| Przykład: rozliczenie spotkania w systemie Pattona. (Zobacz to samo spotkanie rozliczone systemem Board-A-Match) \| Przykład: rozliczenie spotkania w systemie Pattona. (Zobacz to samo spotkanie rozliczone systemem Board-A-Match) \| Przykład: rozliczenie spotkania w systemie Pattona. (Zobacz to samo spotkanie rozliczone systemem Board-A-Match) \| Przykład: rozliczenie spotkania w systemie Pattona. (Zobacz to samo spotkanie rozliczone systemem Board-A-Match) \| Przykład: rozliczenie spotkania w systemie Pattona. (Zobacz to samo spotkanie rozliczone systemem Board-A-Match) \| Przykład: rozliczenie spotkania w systemie Pattona. (Zobacz to samo spotkanie rozliczone systemem Board-A-Match) \| \| Nr \| Po partii \| Pokój otwarty \| Pokój otwarty \| Pokój otwarty \| Pokój zamknięty \| Pokój zamknięty \| Pokój zamknięty \| Saldo \| Saldo \| VP \| VP \| \| Uwagi \| \| Nr \| Po partii \| Kontrakt \| NS \| WE \| Kontrakt \| NS \| WE \| A \| B \| A \| B \| \| Uwagi \| \| ---------------------------------------------------------------------------------------------------------------- \| ---------------------------------------------------------------------------------------------------------------- \| ---------------------------------------------------------------------------------------------------------------- \| ---------------------------------------------------------------------------------------------------------------- \| ---------------------------------------------------------------------------------------------------------------- \| ---------------------------------------------------------------------------------------------------------------- \| ---------------------------------------------------------------------------------------------------------------- \| ---------------------------------------------------------------------------------------------------------------- \| ---------------------------------------------------------------------------------------------------------------- \| ---------------------------------------------------------------------------------------------------------------- \| ---------------------------------------------------------------------------------------------------------------- \| ---------------------------------------------------------------------------------------------------------------- \| ------------------------------------------------------------------------------------------------------------------------------------------------------------------------------ \| ---------------------------------------------------------------------------------------------------------------- \| \| 1 \| \| 3BAN= \| 400 \| \| 3BAN= \| 400 \| \| \| \| 1 \| 1 \| Płaskie rozdanie. \| \| \| 2 \| NS \| 2♦W= \| \| 90 \| 2♦W+1 \| \| 110 \| 20 \| \| 2 \| 0 \| Nadróbka 20 punktów – daje to 2 VP drużynie A. \| \| \| 3 \| WE \| 5♥N-3 \| \| 500 \| 4♠E= \| \| 620 \| 120 \| \| 2 \| 0 \| Dobra obrona – daje to 2 VP drużynie A. \| \| \| 4 \| obie \| 4♥S-1 \| \| 100 \| 4♥S= \| 620 \| \| \| 720 \| 0 \| 2 \| Bardzo kosztowna wpadka – daje to bezpośrednio tylko 2 VP drużynie B, ale ma olbrzymi wpływ na saldo. \| \| \| Saldo \| Saldo \| Saldo \| Saldo \| Saldo \| Saldo \| Saldo \| Saldo \| 140 \| 720 \| 0 \| 4 \| Różnica sald wynosi 720 – 140 = 580. Stosunek różnicy sald do salda zwycięzców jest równy 580 / 720 = 78%. Jest większy od 33%. Daje to wynik 4:0 dla drużyny B. \| \| \| Wynik w VP \| Wynik w VP \| Wynik w VP \| Wynik w VP \| Wynik w VP \| Wynik w VP \| Wynik w VP \| Wynik w VP \| Wynik w VP \| Wynik w VP \| 5 \| 7 \| W wyniku tego spotkania drużynie A przyznaje się 5 VP a drużynie B przyznaje się 7 VP. Te wartości są dodawane do wyników innych spotkań określając miejsca drużyn w turnieju. \| \| |               |               |                 |                 |                 |            |            |    |    | |       |
| Przykład: rozliczenie spotkania w systemie Pattona. (Zobacz to samo spotkanie rozliczone systemem Board-A-Match) |            | |               |               |                 |                 |                 |            |            |    |    | |       |
| Nr | Po partii  | Pokój otwarty | Pokój otwarty | Pokój otwarty | Pokój zamknięty | Pokój zamknięty | Pokój zamknięty | Saldo      | Saldo      | VP | VP | | Uwagi |
| Nr | Po partii  | Kontrakt | NS            | WE            | Kontrakt        | NS              | WE              | A          | B          | A  | B  | | Uwagi |
| |            | |               |               |                 |                 |                 |            |            |    |    | |       |
| 1 |            | 3BAN= | 400           |               | 3BAN=           | 400             |                 |            |            | 1  | 1  | Płaskie rozdanie. |       |
| 2 | NS         | 2♦W= |               | 90            | 2♦W+1           |                 | 110             | 20         |            | 2  | 0  | Nadróbka 20 punktów – daje to 2 VP drużynie A. |       |
| 3 | WE         | 5♥N-3 |               | 500           | 4♠E=            |                 | 620             | 120        |            | 2  | 0  | Dobra obrona – daje to 2 VP drużynie A. |       |
| 4 | obie       | 4♥S-1 |               | 100           | 4♥S=            | 620             |                 |            | 720        | 0  | 2  | Bardzo kosztowna wpadka – daje to bezpośrednio tylko 2 VP drużynie B, ale ma olbrzymi wpływ na saldo.                                                                          |       |
| Saldo | Saldo      | Saldo | Saldo         | Saldo         | Saldo           | Saldo           | Saldo           | 140        | 720        | 0  | 4  | Różnica sald wynosi 720 – 140 = 580. Stosunek różnicy sald do salda zwycięzców jest równy 580 / 720 = 78%. Jest większy od 33%. Daje to wynik 4:0 dla drużyny B.               |       |
| Wynik w VP | Wynik w VP | Wynik w VP | Wynik w VP    | Wynik w VP    | Wynik w VP      | Wynik w VP      | Wynik w VP      | Wynik w VP | Wynik w VP | 5  | 7  | W wyniku tego spotkania drużynie A przyznaje się 5 VP a drużynie B przyznaje się 7 VP. Te wartości są dodawane do wyników innych spotkań określając miejsca drużyn w turnieju. |       |

### Punkty długofalowe
Opisane powyżej systemy liczenia wyników pozwalają określić zwycięzcę meczu lub turnieju.
Występuje jednak problem długofalowego liczenia wyników różnego rodzaju turniejów, aby wyłonić zwycięzców wielu różnych zawodów. Nie ma „odgórnie” określonych zasad liczenia takich punktów. Sposób ten jest opisany każdorazowo w regulaminie (kongresu, cyklu turniejów).
Zwykle punkty długofalowe (PDF) przyznawane są według następujących zasad:
- Wszystkie uczestniczące osoby otrzymują punkty długofalowe z każdych zawodów degresywnie. Oznaczając przez LU liczbę uczestników, to zwycięzcy otrzymują (na przykład) 1/3×LU dla turniejów indywidualnych, 2*LU dla turniejów par oraz 4×LU dla turniejów teamów. Czasami ta wartość maksymalna zadawana jest odgórnie. Każde następne miejsce ma o pewną wartość punktów długofalowych mniej (o 1 dla turnieju indywidualnego, o 2 dla turnieju par, o 4 dla turnieju teamów);
- Dodatkowo czołowe miejsca uzyskują bonusowe punkty dodatkowe. Na przykład: 5, 3, 1;
- Dodatkowo nagradzane są bardzo wysokie wyniki. Na przykład w turniejach liczonych na maksy, za każdy pełny procent powyżej 60% uzyskuje się dodatkowy punkt długofalowy.

Tak określone punkty długofalowe, czasami z zastrzeżeniem, że uwzględniana jest tylko część turniejów (na przykład 6 turniejów z 8), służą do określenia zwycięzcy w punktacji długofalowej.

### Klasyfikacja zawodników
Zawodnicy w Polsce zdobywając wysokie miejsca w zawodach otrzymują:
- Punkty klasyfikacyjne;
- Arcymistrzowskie punkty klasyfikacyjne;
- Punkty Mistrzowskie oraz
- Międzynarodowe Punkty Mistrzowskie.

#### Punkty klasyfikacyjne (PKL)
Uczestnicy oficjalnych zawodów brydżowych w Polsce otrzymują punkty klasyfikacyjne (PKL). Dokładny algorytm określania punktów klasyfikacyjnych w zależności od współczynników klasyfikacyjnych (WK) wszystkich zawodników uczestniczących w zawodach i zajętego miejsca zawarty jest w regulaminie klasyfikacyjnym PZBS. Można przyjąć, że zawodnik wygrywający letni kongres (trwający trochę ponad tydzień) zdobywa około 500 PKL. Miejsca w I lidze dają od 2000 do 800 PKL.
Zdobyte punkty klasyfikacyjne są podstawą do otrzymania tytułów klasyfikacyjnych.

#### Arcymistrzowskie punkty klasyfikacyjne (aPKL)
Zgodnie z regulaminem PZBS dla zdobycia tytułu Mistrza Międzynarodowego i tytułów Arcymistrzowskich wymagane jest uzyskanie odpowiedniej liczby punktów klasyfikacyjnych (PKL), a ponadto 40% z tych punktów musi być uzyskana w kwalifikowanych zawodach. Punkty te nazywane są Arcymistrzowskimi Punktami Klasyfikacyjnymi (aPKL)
.

#### Punkty mistrzowskie (PM) i Międzynarodowe Punkty Mistrzowskie (MPM)
Dla uzyskania tytułów Arcymistrzowskich wymagane jest zdobycie najwyższych (medalowych!) miejsc w zawodach. Za te najwyższe miejsca przyznaje się Punkty Mistrzowskie (PM). Za zdobycie Drużynowego Mistrzostwa Polski uzyskuje się 5 PM, miejsce 2 daje 3 PM a 3 daje 1 PM. Na tytuł Arcymistrza wymagane są 2 PM.
Istnieją również Międzynarodowe Punkty Mistrzowskie (MPM) konieczne do uzyskania tytułu Arcymistrza Międzynarodowego. Za zdobycie Drużynowego Mistrzostwa Europy w konkurencji Open uzykuje się 6 MPM. 2. miejsce daje 4 MPM. Dla uzyskania tytułu Arcymistrza Międzynarodowego wymagane jest 5 MPM.

## Nomenklatura brydża sportowego

Zasłona licytacyjna umieszczona na stole do brydża.

W brydżu sportowym jest szereg pojęć nieznanych w brydżu towarzyskim.

### Akcesoria
Każde rozdanie przechowywane jest w pudełku rozdaniowym. Pudełko posiada numer identyfikacyjny, określenie, które strony są po partii oraz określenie, kto jest rozdającym.
Na stoliku, przy każdym zawodniku, znajdują się kasety licytacyjne, które eliminują przekazywanie nielegalnych informacji przez zmiany tonu lub wysokości głosu.
W niektórych zawodach używane są zasłony licytacyjne, które oddzielają zawodników każdej drużyny od siebie. W przypadku stosowania zasłon każdy z zawodników widzi tylko jednego zawodnika (drużyny przeciwnej). Przy stosowaniu zasłon zmienia się wiele szczegółów dotyczących licytacji i rozgrywki. W szczególności alertują i udzielają wyjaśnień zawsze zawodnicy po tej samej stronie zasłony (a nie partner zawodnika stosującego sztuczną odzywkę).

### Frekanse

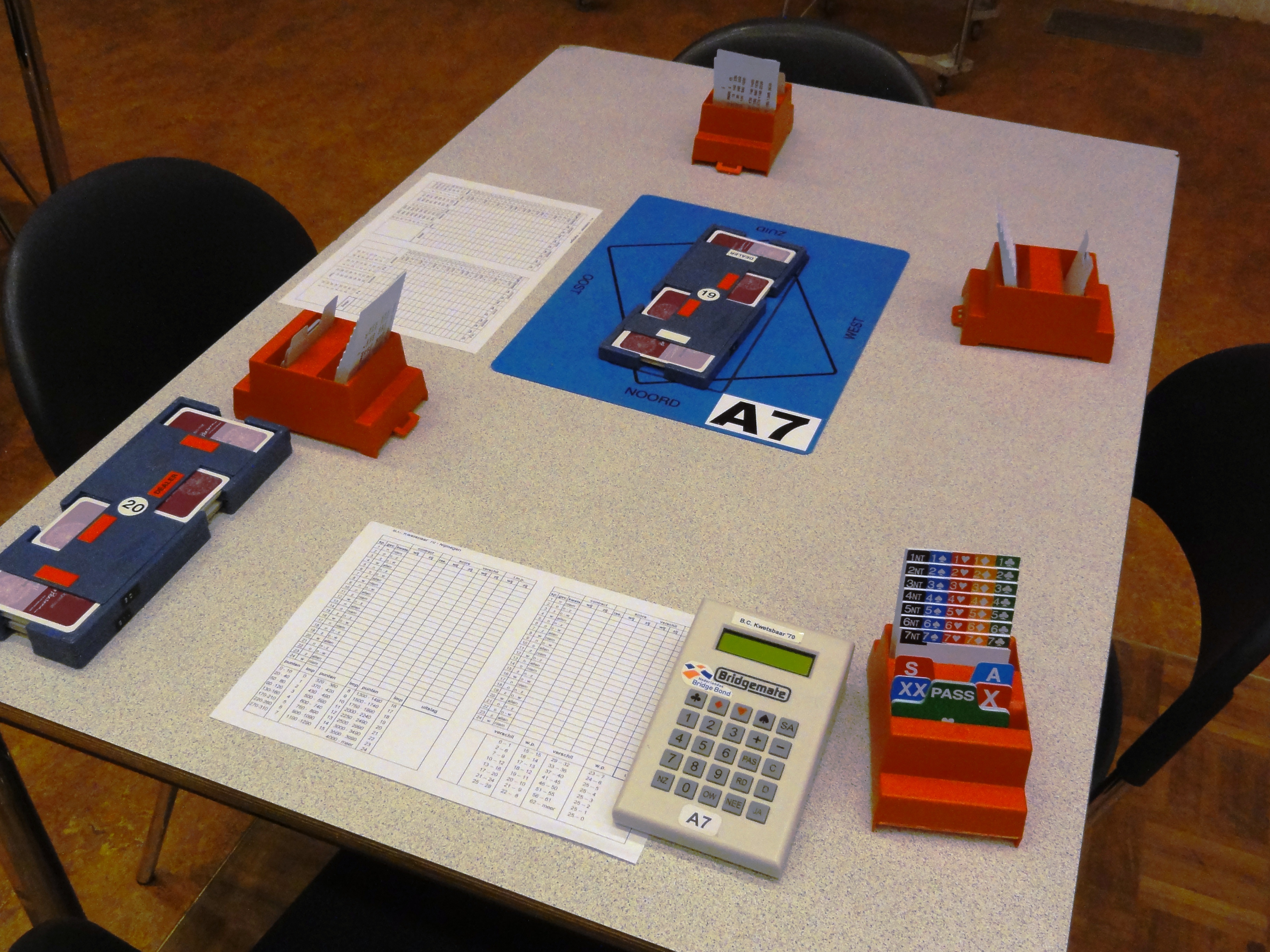
Stół brydżowy.

Często na turniejach rozdawane są frekanse. Są to wyniki poszczególnych rozdań bez przypisywania ich do poszczególnych par. Znając własne wyniki i mając frekanse można określić (dość dokładnie) własny rezultat. Frekanse łącznie z wydrukami rozdań pozwalają lepiej analizować własną grę.

| Turniej: maksy Rozdanie: 7 Po partii: Obie Rozdawał: S | ♠ 9 6 3 ♥ 6 5 2 ♦ A 8 7 4 3 ♣ A 8   | ♠ 9 6 3 ♥ 6 5 2 ♦ A 8 7 4 3 ♣ A 8 | ♠ 9 6 3 ♥ 6 5 2 ♦ A 8 7 4 3 ♣ A 8 |                                    |
| ♠ D W ♥ A K D 10 9 4 ♦ K W 5 ♣ 9 5                     |                                     | N                                 |                                   | ♠ 10 8 7 5 2 ♥ 7 ♦ D 6 2 ♣ K 6 3 2 |
| ♠ D W ♥ A K D 10 9 4 ♦ K W 5 ♣ 9 5                     | W                                   |                                   | E                                 | ♠ 10 8 7 5 2 ♥ 7 ♦ D 6 2 ♣ K 6 3 2 |
| ♠ D W ♥ A K D 10 9 4 ♦ K W 5 ♣ 9 5                     | S                                   |                                   |                                   | ♠ 10 8 7 5 2 ♥ 7 ♦ D 6 2 ♣ K 6 3 2 |
|                                                        | ♠ A K 4 ♥ W 8 3 ♦ 10 9 ♣ D W 10 7 4 |                                   |                                   |                                    |

| Przykład: rzeczywiste rozdanie liczone zapisem maksymalnym | Przykład: rzeczywiste rozdanie liczone zapisem maksymalnym | Przykład: rzeczywiste rozdanie liczone zapisem maksymalnym | Przykład: rzeczywiste rozdanie liczone zapisem maksymalnym | Przykład: rzeczywiste rozdanie liczone zapisem maksymalnym | Przykład: rzeczywiste rozdanie liczone zapisem maksymalnym | Przykład: rzeczywiste rozdanie liczone zapisem maksymalnym |        | IMP       | IMP |
| Zapis                                                      | Wynik WE                                                   |                                                            | Kontrakty                                                  | Liczba                                                     | Gorszych                                                   | Punkty                                                     | Butler | Cavendish |     |
| ---------------------------------------------------------- | ---------------------------------------------------------- | ---------------------------------------------------------- | ---------------------------------------------------------- | ---------------------------------------------------------- | ---------------------------------------------------------- | ---------------------------------------------------------- | ------ | --------- | --- |
| 2200                                                       | 100,00%                                                    | 3♦Nxx-4                                                    | 1                                                          | 109                                                        | 218                                                        | 19                                                         | 18,94  |           |     |
| 800                                                        | 99,08%                                                     | 4♣Sx-3                                                     | 1                                                          | 108                                                        | 216                                                        | 12                                                         | 11,43  |           |     |
| 730                                                        | 97,71%                                                     | 2: 3♥Wx=                                                   | 2                                                          | 106                                                        | 213                                                        | 11                                                         | 10,46  |           |     |
| 630                                                        | 96,33%                                                     | 3BAW+1                                                     | 1                                                          | 105                                                        | 210                                                        | 10                                                         | 9,28   |           |     |
| 620                                                        | 95,41%                                                     | 4♥W=                                                       | 1                                                          | 104                                                        | 208                                                        | 10                                                         | 9,24   |           |     |
| 600                                                        | 93,12%                                                     | 4: 3BAW=                                                   | 4                                                          | 100                                                        | 203                                                        | 10                                                         | 9,11   |           |     |
| 500                                                        | 90,83%                                                     | 3♣Sx-2                                                     | 1                                                          | 99                                                         | 198                                                        | 8                                                          | 7,37   |           |     |
| 300                                                        | 89,45%                                                     | 4♣S-3, 3♦N-3                                               | 2                                                          | 97                                                         | 195                                                        | 4                                                          | 3,55   |           |     |
| 200                                                        | 87,61%                                                     | 3♣S-2, 3♣Sx-1                                              | 2                                                          | 95                                                         | 191                                                        | 2                                                          | 1,48   |           |     |
| 170                                                        | 82,57%                                                     | 4: 3♥W+1, 2♥W+2, 4: 1♥W+3                                  | 9                                                          | 86                                                         | 180                                                        | 1                                                          | 0,65   |           |     |
| 140                                                        | 49,08%                                                     | 3♠W=, 23: 3♥W=, 2♠W+1, 35: 2♥W+1, 3: 1♠W+2, 1♥W+2          | 64                                                         | 22                                                         | 107                                                        | 0                                                          | −0,23  |           |     |
| 110                                                        | 17,89%                                                     | 2♠E=, 2: 2♥W=, 1♥W+1                                       | 4                                                          | 18                                                         | 39                                                         | −1                                                         | −1,17  |           |     |
| 100                                                        | 15,60%                                                     | 3♣S-1                                                      | 1                                                          | 17                                                         | 34                                                         | −2                                                         | −1,21  |           |     |
| −100                                                       | 9,63%                                                      | 6: 4♥W-1, 3BAE-1, 3♠E-1, 3: 3♥W-1, 2♥W-1                   | 12                                                         | 5                                                          | 21                                                         | −6                                                         | −5,81  |           |     |
| −120                                                       | 3,67%                                                      | 1BAN+1                                                     | 1                                                          | 4                                                          | 8                                                          | −7                                                         | −6,03  |           |     |
| −200                                                       | 1,83%                                                      | 4♥Wx-1, 3♥W-2, 2♥W-2                                       | 3                                                          | 1                                                          | 4                                                          | −8                                                         | −7,84  |           |     |
| −300                                                       | 0,00%                                                      | 2♦W-3                                                      | 1                                                          | 0                                                          | 0                                                          | −10                                                        | −9,69  |           |     |
|                                                            |                                                            |                                                            |                                                            | 110                                                        |                                                            |                                                            |        |           |     |

### Karta konwencyjna, alert, wyjaśnienie
Wszyscy zawodnicy przy stoliku mają prawo rozumieć system gry przeciwnika. Nie wolno stosować nietypowych rozwiązań licytacyjnych i rozgrywkowych bez powiadomienia o nich przeciwników.
Podstawowym dokumentem określającym grę pary jest karta konwencyjna. Karta ta zawiera opisy licytacji, licytacji w obronie, szczegółowe konwencje, wisty i zrzutki.
Dodatkowo, jeśli przeciwnicy mogą nie wiedzieć, że zastosowana jest „sztuczne” (nietypowe) rozwiązanie (na zapoznanie się z kartą konwencyjną w turnieju czasami jest bardzo mało czasu), to należy takie rozwiązanie alertować. Wystarcza zwykła uwaga „sztuczne” lub zastukanie w stół. Przy stosowaniu kaset licytacyjnych należy się posłużyć specjalną kartą „Alert”. Zapowiedź sztuczną alertuje zazwyczaj partner osoby licytującej nietypowe rozwiązanie.
Przeciwnicy mogą prosić o wyjaśnienia każdego z elementów licytacji czy obrony. Tłumacząc zapowiedź partnera należy wyjaśnić wspólne ustalenia pary dotyczące danej zapowiedzi w danej pozycji licytacyjnej. Tłumaczenie powinno zawierać tylko elementy opierające się na uzgodnieniach partnerów. Nie należy natomiast ujawniać interpretacji odzywki lub zagrania partnera dokonanej na podstawie analizy własnych kart. Podobnie jak przy alertowaniu, wyjaśnień licytacji udziela partner osoby licytującej dane odzywki.
Na wielu zawodach wprowadza się ograniczenia w stosowaniu sztucznych uzgodnień między partnerami. Jest to zgodne z polityką systemową WBF, EBL oraz PZBS.

### Minimax
Dla każdego rozdania można podać ile maksymalnie lew może być wziętych przy graniu dowolnego kontraktu przy optymalnej grze zarówno rozgrywającego, jak i obrońców. Zadanie to często wykonują komputery. Program komputerowy DeepFinesse określa zarówno wszystkie możliwe – optymalne – wyniki różnych kontraktów, jak i określa kompromisowy kontrakt, gdy obie strony licytują i grają optymalnie. Kontrakt taki zwany jest minimaksem.
| Turniej: mecz Rozdanie: 1 Po partii: Nikt Rozdawał: N | ♠ D 7 ♥ 6 3 ♦ D 8 7 5 4 2 ♣ 9 4 2   | ♠ D 7 ♥ 6 3 ♦ D 8 7 5 4 2 ♣ 9 4 2 | ♠ D 7 ♥ 6 3 ♦ D 8 7 5 4 2 ♣ 9 4 2 |                                    |
| ♠ 6 ♥ A K 9 8 5 4 ♦ K W 9 3 ♣ A 10                    |                                     | N                                 |                                   | ♠ 9 4 ♥ D W 7 2 ♦ 10 6 ♣ D W 8 6 3 |
| ♠ 6 ♥ A K 9 8 5 4 ♦ K W 9 3 ♣ A 10                    | W                                   |                                   | E                                 | ♠ 9 4 ♥ D W 7 2 ♦ 10 6 ♣ D W 8 6 3 |
| ♠ 6 ♥ A K 9 8 5 4 ♦ K W 9 3 ♣ A 10                    | S                                   |                                   |                                   | ♠ 9 4 ♥ D W 7 2 ♦ 10 6 ♣ D W 8 6 3 |
|                                                       | ♠ A K W 10 8 5 3 2 ♥ 10 ♦ A ♣ K 7 5 |                                   |                                   |                                    |

|   | BA | ♠  | ♥  | ♦ | ♣ |
| - | -- | -- | -- | - | - |
| N | 5  | 9  | 1  | 5 | 4 |
| S | 5  | 10 | 1  | 5 | 4 |
| E | 4  | 3  | 10 | 7 | 9 |
| W | 4  | 3  | 10 | 7 | 9 |

### Przygotowanie i wydruk rozdań
Przy mało istotnych meczach i turniejach uczestnicy sami rozdają karty. W meczach często nie jest zapisywany skład rąk. W turniejach natomiast, gdy to samo rozdanie będzie grane na wielu stołach po pierwszym rozdaniu oprócz zapisu wyniku są również zapisywane rozkłady. Na turniejach sędziowie często mają przygotowane rozdania (losowane na przykład komputerowo) i albo sami je powielają, albo pierwszy stolik jest wykorzystany tylko do tego, aby przygotować pudełka. Z tego (pierwszego) stolika wówczas oczywiście nie ma w danym rozdaniu wyniku. Szczególnie istotne jest powielanie rozdań, gdy turniej rozgrywany jest w wielu miejscach. Wówczas rozsyłane są kontrolki zawierające rozdania.
Na większości turniejów są rozdawane wydruki wszystkich rozegranych rozkładów. Pozwala to parze przeanalizować na spokojnie rozkład i znaleźć słabe miejsca w licytacji, rozgrywce czy obronie.

### Regulamin zawodów
Regulamin zawodów brydża sportowego wraz z międzynarodowym prawem brydżowym obejmuje większość aspektów gry w brydża. Tworzony jest on przez narodowe federacje brydżowe. W Polsce Regulamin Zawodów Brydża Porównawczego tworzony jest przez Polski Związek Brydża Sportowego.
Zgodnie z regulacjami WBF na zawodach brydża sportowego nie wolno palić papierosów ani spożywać alkoholu. Restrykcje antydopingowe są stale uaktualniane i odpowiadają innym sportom. Jeśli tak głosi odpowiedni punkt regulaminu rozgrywanych zawodów, zawodnicy muszą być ubrani w określony strój zarówno w trakcie ceremonii otwarcia i zamknięcia zawodów oraz w czasie gry.
W przypadku turniejów i meczów regulamin zawsze określa według jakich systemów rozliczane są rozdania i jak określane są punkty długofalowe.

### Średnie, kary
W czasie turniejów zdarzają się sytuacje, w których wynik danego rozdania nie może zostać uznany. Typowe sytuacje to brak czasu na rozegranie rozdania, lub gdy ktoś przez pomyłkę zobaczył nie swoje karty. W takich przypadkach zostaje przyznany parom wynik rozjemczy. Zwykle wiąże się to z nałożeniem kary na stronę winną takiego przewinienia.
Kara polega na odbieraniu wcześniej zdobytych punktów. Dla każdego rodzaju turnieju, w zależności od liczby zawodników, istnieje maksymalna kara, którą może nałożyć sędzia. Typowym przewinieniem, za które jest nakładana kara, jest przekroczenie czasu rozgrywki, który regulaminowo wynosi zwykle od 7 do 10 minut na rozdanie.
Gracze, którym udowodniono świadome i celowe naruszanie regulaminu są eliminowani z turniejów i niedopuszczani do innych zawodów.

### Tabela przejść
Na turniejach brydżowych rozgrywanych jest wiele rund (po kilka rozdań). Bardzo ważnym elementem mającym wpływ na wynik jest tabela przejść pary. Przy małej liczbie par przy każdym stoliku znajduje się informacja, że w następnym rozdaniu należy udać się do innego stolika na określoną pozycję (NS lub WE) – jest to tzw. schemat Howella. Dotyczy to również turniejów indywidualnych. Wówczas organizatorzy zapewniają graczom szczegółową informację o miejscu docelowym (stolik oraz pozycja N, S, W lub E).
Przykłady tabel przejść metodą Howella podano dla turnieju par oraz dla turnieju indywidualnego.
Przy dużej liczbie par stosowana jest metoda przejść Michella. Polega ona na tym, że pary siedzące wzdłuż jednego boku sali siedzą przez cały czas przy swoich stolikach, pary z drugiego boku przesuwają się po każdej rundzie o jeden stół w jednym kierunku, a rozdania są przekazywane o jeden stół w drugim kierunku. Przy nieparzystej liczbie stołów każda para gra jednym zestawem kart i przeciwko danym przeciwnikom co najwyżej raz. Przy takim schemacie wyniki jednej pary są porównywane z wynikami tylko połowy pozostałych uczestników (siedzących na tej samej linii). Możliwe jest wówczas liczenie osobno zwycięzców na linii NS i na linii EW. Dla uniknięcia takiej sytuacji wprowadza się zmianę kierunku linii (NS i EW) po rozegraniu około {\displaystyle {\tfrac {2}{3}}} rozdań, co umożliwia wyłonienie zwycięzców całego turnieju.
Czasami turniej rozgrywany jest na dochodzenie. W tym systemie wyniki poprzednich spotkań decydują z kim uczestnicy będą grali w następnej rundzie, według zasady, że zwycięzcy grają ze zwycięzcami, a przegrani z przegranymi i nikt nie gra dwa razy z tymi samymi przeciwnikami (tzw. system szwajcarski, (ang.) swiss). Wariantem turnieju na dochodzenie jest również system włoski. System ten różni się od szwajcara tym, że dopuszcza powtórzenia spotkań między tymi samymi uczestnikami.
Turniej na dochodzenie jest często tzw. barometrem (jest jednak błędnie z nim utożsamiany). Turniej barometr polega na prezentowaniu uczestnikom bieżących wyników turnieju po każdej rundzie. Pozwala to zawodnikom śledzić swoją pozycję i odpowiednio dostosować taktykę gry (zawodnik jest świadomy np. ilu punktów brakuje mu do 1. miejsca).

## Rodzaje zawodów brydżowych

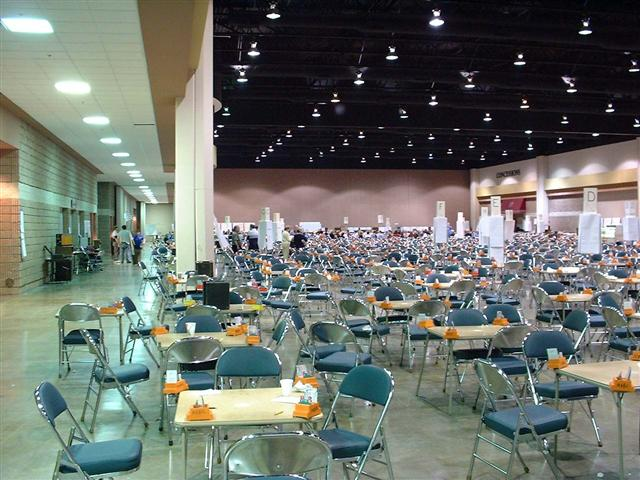
Sala gry turnieju brydża sportowego. Na stolikach widoczne kasety licytacyjne.

Rodzaj zawodów brydżowych określany jest na wiele sposobów.
Liczba graczy w drużynie decyduje o charakterze sportowym zawodów: począwszy do zawodów indywidualnych (1 osoba), przez pary (2 osoby) po teamy (4 i więcej osób).
Zawody mogą być: otwarte, zamknięte lub specjalne (na przykład: kobiece).
Wiek zawodników decyduje czy są to zawody młodzieżowe (poniżej 20 lat), juniorskie (poniżej 26 lat), otwarte lub seniorskie (powyżej 60 lat).
Płeć decyduje o zawodach otwartych, kobiecych lub mikstach.
Profesja (lub sponsor) określa czasami, że są to zawody dla określonej grupy zawodowej.
Ze względu na organizatora zawody mogą być: klubowe, okręgowe, regionalne, ogólnopolskie lub międzynarodowe.
Liczba chętnych do gry, możliwości lokalowe i zaangażowanie działaczy decydują o wyborze typów zawodów (rozgrywki ligowe, turniej, mecz, kongres, cykl, olimpiada).

### Mecz brydżowy
Mecz brydżowy jest konkurencją zaliczaną do zawodów brydża sportowego, polegającą na spotkaniu dwóch drużyn, rozgrywających ze sobą komplet tych samych rozdań i rozmieszczonych w ten sposób, że pary tej samej drużyny grają przez cały czas przy dwóch stolikach na liniach przeciwnych w stosunku do siebie.
Mecz rozgrywany jest przez dwie współzawodniczące ze sobą drużyny na dwóch stolikach, znajdujących się w oddzielnych pomieszczeniach; jeden z nich to tzw. pokój otwarty, drugi – pokój zamknięty. Wyjątkowo, za zgodą sędziego, stoliki mogą być ustawione w jednej odpowiednio dużej sali, ale w takim oddaleniu i w taki sposób, aby zagwarantowana była całkowita tajność przebiegu gry oraz uzyskiwanych rezultatów na obu stolikach. Mecze brydżowe często rozgrywane są bez udziału sędziów i innych „pomocników”. Zawodnicy sami obliczają wyniki meczu i przekazują organizatorom protokół spotkania.
Zazwyczaj wynik meczu ustala się w punktach IMP, a następnie, jeśli zachodzi taka potrzeba, przelicza się punkty IMP na punkty VP według tabeli odpowiedniej dla rozegranej liczby rozdań. Do innych metod obliczenia wyniku meczu należy system Pattona oraz board-a-match. Mecz brydżowy jest rozgrywany w oparciu o Międzynarodowe Prawo Brydżowe, Regulamin Zawodów oraz regulamin rozgrywek (jeżeli mecz jest rozgrywany w ich ramach).
Zwykle mecz brydżowy jest częścią większej grupy rozgrywek. Mecze brydżowe są podstawowym rodzajem zawodów w rozgrywkach ligowych, w czasie mistrzostw kontynentów i świata. Krótkie mecze brydżowe są przeprowadzane w czasie turniejów teamów.
Mecze brydżowe rozgrywane na długich dystansach są podzielone na sesje. Każda sesja ma 8-16 rozdań. O wyborze par do gry decyduje kapitan drużyny, który może być jednym z graczy, choć czasem jest to niegrający kapitan (non-playing captain, npc). Do pojedynczego meczu kapitan może wystawić w sumie od 4 do 6 różnych zawodników swojej drużyny.
Przykłady rozliczania meczu brydżowego przedstawiono przy punktacji VP oraz przy Board-A-Match i Pattonie.

### Turniej par
Turniej par pozwala uczestniczyć dużej liczbie zawodników. Są to również bardzo „demokratyczne” zawody, ponieważ przy jednym stoliku mogą się spotkać nowicjusze z uznanymi mistrzami.
Wszyscy zawodnicy rozgrywają te same rozdania (chociaż niekoniecznie w tym samym momencie), a podstawą obliczenia końcowego wyniku są poszczególne wyniki uzyskane w kolejnych rozdaniach. Nie jest konieczne rozegranie rozdań wszystkich przeciw wszystkim. Do wyłonienia zwycięzcy wystarczy by wszystkie pary grały te same rozdania.
|                 |        | \| Howell na 8 par \| Howell na 8 par \| Howell na 8 par \| Howell na 8 par \| Howell na 8 par \| Howell na 8 par \| Howell na 8 par \| Howell na 8 par \| \| Nr rundy \| S1 \| S2 \| S3 \| Z1 \| S4 \| Z2 \| Z3 \| \| --------------- \| --------------- \| --------------- \| --------------- \| --------------- \| --------------- \| --------------- \| --------------- \| \| E1 \| 8-1 K1 \| 4-5 K2 \| 2-7 K3 \| K4 \| 3-6 K5 \| K6 \| K7 \| \| E2 \| 8-7 K7 \| 3-4 K1 \| 1-6 K2 \| K3 \| 2-5 K4 \| K5 \| K6 \| \| E3 \| 8-6 K6 \| 2-3 K7 \| 7-5 K1 \| K2 \| 1-4 K3 \| K4 \| K5 \| \| E4 \| 8-5 K5 \| 1-2 K6 \| 6-4 K7 \| K1 \| 7-3 K2 \| K3 \| K4 \| \| E5 \| 8-4 K4 \| 7-1 K5 \| 5-3 K6 \| K7 \| 6-2 K1 \| K2 \| K3 \| \| E6 \| 8-3 K3 \| 6-7 K4 \| 4-2 K5 \| K6 \| 5-1 K7 \| K1 \| K2 \| \| E7 \| 8‑2 K2 \| 5‑6 K3 \| 3‑1 K4 \| K5 \| 4‑7 K6 \| K7 \| K1 \| Oto przykładowa tabela przejść (Howell’a) dla turnieju dla 8 par (1–8). Są 4 stoliki (S1–S4). Aby każda para grała z inną potrzeba 7 rund (E1–E7). Z tego wynika, że musi być 7 zestawów kart (K1–K7). Każdy zestaw może zawierać 1, 2, 3 lub 4 rozdania. Teoretycznie może tych rozdań być więcej, ale granie więcej niż 28 rozdań jest uciążliwe. Ponieważ są 4 stoliki a 7 zestawów kart, to 3 zestawy są w zbiornicach (Z1–Z3). Tabelę należy czytać w ten sposób, że w rundzie E1 na stoliku S1 pary 8 (na NS) i 1 (na WE) grają zestawem kart K1. W tej samej rundzie na stoliku S2 zestawem kart K2 grają pary 4 i 5. I tak dalej. Przy zmianie rund karty są przestawiane są na następny stolik. Przy czym między stolikami S3 i S4 jest zbiornica Z1, a między stolikami S4 i S1 są dwie zbiornice Z2 oraz Z3. Para 8 zawsze zajmuje linię NS na stoliku S1. Może to być sędzia zawodów. Pozostałe pary przechodzą w ten sposób, ze idą za numerem wyższym. W praktyce wystarczy na każdej linii podać tylko gdzie idzie dana para w następnym rozdaniu. Należy zwrócić uwagę, że każdy zestaw kart jest grany 4 razy. |        |    |        |    |    |
| Howell na 8 par |        | |        |    |        |    |    |
| Nr rundy        | S1     | S2 | S3     | Z1 | S4     | Z2 | Z3 |
| E1              | 8-1 K1 | 4-5 K2 | 2-7 K3 | K4 | 3-6 K5 | K6 | K7 |
| E2              | 8-7 K7 | 3-4 K1 | 1-6 K2 | K3 | 2-5 K4 | K5 | K6 |
| E3              | 8-6 K6 | 2-3 K7 | 7-5 K1 | K2 | 1-4 K3 | K4 | K5 |
| E4              | 8-5 K5 | 1-2 K6 | 6-4 K7 | K1 | 7-3 K2 | K3 | K4 |
| E5              | 8-4 K4 | 7-1 K5 | 5-3 K6 | K7 | 6-2 K1 | K2 | K3 |
| E6              | 8-3 K3 | 6-7 K4 | 4-2 K5 | K6 | 5-1 K7 | K1 | K2 |
| E7              | 8‑2 K2 | 5‑6 K3 | 3‑1 K4 | K5 | 4‑7 K6 | K7 | K1 |

Turnieje par można rozliczać na różne sposoby. Przykłady rozliczania poszczególnych rozdań podano dla zapisu maksymalnego, Butlera i Cavendisha oraz przy frekansach.

### Turniej indywidualny
W turnieju indywidualnym, na początku każdej rundy, gracze dostają nowego partnera, z którym przez tę rundę grają wspólnie w parze.
| S1 | K1: R1–R4   | 1   | 6  | 5   | 16 |
| S2 | K2: R5–R8   | 3   | 14 | 22* | 19 |
| S3 | K3: R9–R12  | 15  | 21 | 17  | 13 |
| S4 | K4: R13–R16 | 7   | 10 | 23* | 20 |
| S5 | K5: R17–R20 | 24* | 12 | 4   | 18 |
| Z  | K6: R21–R24 |     |    |     |    |
| S6 | K7: R25–R28 | 8   | 11 | 9   | 2  |

| Tabela przejść zawodników | Tabela przejść zawodników | Tabela przejść zawodników | Tabela przejść zawodników | Tabela przejść zawodników | Tabela przejść zawodników | Tabela przejść zawodników | Tabela przejść zawodników | Tabela przejść zawodników | Tabela przejść zawodników | Tabela przejść zawodników | Tabela przejść zawodników | Tabela przejść zawodników | Tabela przejść zawodników | Tabela przejść zawodników | Tabela przejść zawodników | Tabela przejść zawodników | Tabela przejść zawodników | Tabela przejść zawodników | Tabela przejść zawodników | Tabela przejść zawodników | Tabela przejść zawodników | Tabela przejść zawodników | Tabela przejść zawodników | Tabela przejść zawodników |
| Nr                        | 1                         | 2                         | 3                         | 4                         | 5                         | 6                         | 7                         | 8                         | 9                         | 10                        | 11                        | 12                        | 13                        | 14                        | 15                        | 16                        | 17                        | 18                        | 19                        | 20                        | 21                        | 22                        | 23                        | 24                        |
| ------------------------- | ------------------------- | ------------------------- | ------------------------- | ------------------------- | ------------------------- | ------------------------- | ------------------------- | ------------------------- | ------------------------- | ------------------------- | ------------------------- | ------------------------- | ------------------------- | ------------------------- | ------------------------- | ------------------------- | ------------------------- | ------------------------- | ------------------------- | ------------------------- | ------------------------- | ------------------------- | ------------------------- | ------------------------- |
| E1                        | 1N                        | 6W                        | 2N                        | 5S                        | 1S                        | 1E                        | 4N                        | 6N                        | 6S                        | 4E                        | 6E                        | 5E                        | 3W                        | 2E                        | 3N                        | 1W                        | 3S                        | 5W                        | 2W                        | 4W                        | 3E                        | 2S                        | 4S                        | 5N                        |
| E2                        | 4E                        | 1N                        | 6W                        | 2N                        | 5S                        | 1S                        | 1E                        | 2S                        | 6N                        | 6S                        | 4N                        | 6E                        | 5E                        | 3W                        | 3E                        | 3N                        | 1W                        | 3S                        | 5W                        | 2E                        | 4W                        | 2W                        | 4S                        | 5N                        |
| E3                        | 1E                        | 4E                        | 1N                        | 6W                        | 2S                        | 5S                        | 1S                        | 3W                        | 2E                        | 6N                        | 6E                        | 4W                        | 6S                        | 5E                        | 4N                        | 3E                        | 3N                        | 1W                        | 3S                        | 5W                        | 2N                        | 2W                        | 4S                        | 5N                        |
| E4                        | 1S                        | 1E                        | 4N                        | 1N                        | 6W                        | 2N                        | 5S                        | 5E                        | 3W                        | 2E                        | 6N                        | 6S                        | 4E                        | 6E                        | 2W                        | 4W                        | 3E                        | 3N                        | 1W                        | 3S                        | 5W                        | 2S                        | 4S                        | 5N                        |
| E5                        | 5S                        | 1S                        | 1E                        | 4E                        | 1N                        | 6E                        | 2S                        | 6W                        | 5E                        | 3W                        | 2E                        | 6N                        | 6S                        | 4N                        | 5W                        | 2N                        | 4W                        | 3E                        | 3N                        | 1W                        | 3S                        | 2W                        | 4S                        | 5N                        |
| E6                        | 2S                        | 5S                        | 1S                        | 1E                        | 4S                        | 1N                        | 6W                        | 4E                        | 6S                        | 5E                        | 3W                        | 2E                        | 6N                        | 6E                        | 3S                        | 5W                        | 2N                        | 4N                        | 3E                        | 3N                        | 1W                        | 2W                        | 4W                        | 5N                        |
| E7                        | 6W                        | 2N                        | 5S                        | 1S                        | 1E                        | 4S                        | 1N                        | 6S                        | 4N                        | 6E                        | 5E                        | 3W                        | 2E                        | 6N                        | 1W                        | 3S                        | 5W                        | 2W                        | 4E                        | 3E                        | 3N                        | 2S                        | 4W                        | 5N                        |

W niektórych rozwiązaniach zawodnicy przechodzą po określonych liniach i może być określany zwycięzca każdej linii osobno. Aby tego uniknąć w połowie zawodów następuje zmiana linii. Czasami turnieje indywidualne grane są na dochodzenie.
Turniej indywidualny wymaga od zawodników szybkiego uzgodnienia stosowanych konwencji. Preferuje więc zawodników, którzy potrafią się dostosować do różnych partnerów. Często organizator ogłasza przed turniejem obowiązujący na nim system licytacyjny i wistowy, aby zwolnić zawodników z konieczności dokonywania ustaleń przed każdym rozdaniem.
Turniej indywidualny, podobnie jak turniej par, można rozliczać na różne sposoby. Przykłady rozliczania poszczególnych rozdań podano dla zapisu maksymalnego, Butlera i Cavendisha oraz przy frekansach.

### Turniej teamów
Team to minimum 4 osoby. Pomimo że osób w teamie może być więcej (często 6: 3 pary), to w jednej sesji meczu grają równocześnie 4 osoby. Zazwyczaj w turniejach teamów rywalizuje się bezpośrednio tylko z jednym przeciwnikiem. Wyłonienie zwycięzcy odbywa się poprzez zsumowanie punktów zdobytych na przeciwnikach albo poprzez system play-off. Często stosowany jest barometr lub barometr włoski. Zazwyczaj gra się rundy 4-6 rozdaniowe.
Turniej teamów wymaga największego zaangażowania od zawodników oraz organizatorów. Zawodnicy muszą utworzyć wieloosobowe zespoły, o co zawsze trudniej niż w innych turniejach. Organizatorzy muszą zapewnić grę wielu zespołów i (przy grze barometrem) przygotowywać stale nowe listy dla rund. Zwykle też wyniki turnieju teamów są najwyżej punktowane w punktacji długofalowej.
Przykłady rozliczania stosowane w turnieju teamów podano przy VP, Board-A-Match oraz Pattonie.

#### Butler indywidualny w turnieju teamów
Oprócz głównego celu turnieju teamów – wyłonienie zwycięskiego teamu – prowadzi się często pomocnicze statystyki dla określenia najbardziej efektywnego zawodnika. Rozkłady kart w poważnych turniejach teamów są takie, że gra się mecze przeciwko innej drużynie dokładnie tymi samymi kartami, jakimi grają między sobą inne drużyny występujące w danym turnieju. Można więc potraktować każde rozdanie jak rozgrywane na wielu stołach i określić wartość wyniku każdej pary w danym rozdaniu. Robi się to standardowym systemem Butlera (określenie średniej przez odrzucenie skrajnych rezultatów i wyliczanie w IMP wyników pary).
W przypadku uzyskania na obu stołach określonego meczu tego samego rezultatu, pary danej drużyny mogą mieć różne rezultaty (dokładniej przeciwne). Przykład: Na obu stołach uzyskano wysoko punktowany szlemik, który nie był grany przez inne drużyny. Dało to wynik 11 IMP według systemu Butlera. Wówczas para, który ten szlemik wylicytowała ma +11 IMP, natomiast para przeciwko której ten szlemik wylicytowano ma -11 IMP
Ponieważ w turniejach teamów w drużynie grają często więcej niż dwie pary (para rezerwowa lub jeden zawodnik ma wymiennych partnerów), to:
- rezultat określa się dla każdego zawodnika oddzielnie (taki jak uzyskała para w konkretnym rozdaniu);
- wynik podaje się dzieląc sumę uzyskanych punktów Butlera (dodatnią lub ujemną) przez liczbę rozegranych rozdań.

Uzyskany wyniki indywidualne odzwierciedlają klasę zawodników. W praktyce, wynik powyżej 1 jest wysoki. Zwykle zwycięski team ma również wszystkich zawodników na czołowych miejscach w klasyfikacji Butlera. Czasami organizatorzy turnieju nagradzają zwycięzców tej klasyfikacji. Na ogół w klasyfikacji tej brani są pod uwagę tylko ci zawodnicy, którzy zaliczyli minimum połowę liczby rozdań.

## Aspekty organizacyjne

### Zawody brydżowe
Od roku 1956 Polski Związek Brydża Sportowego przeprowadza Drużynowe mistrzostwa Polski w brydżu sportowym. Zawody te przeprowadzane są na wielu szczeblach (ligach) i ich wykaz można znaleźć bądź w okręgowych lub wojewódzkich związkach bądź znajdują się w kalendarzu PZBS.
Do sezonu 2010/2011 najwyższa była I liga.
| Drużynowe Mistrzostwa Polski, 2010/2011, I liga | Drużynowe Mistrzostwa Polski, 2010/2011, I liga |
| Miejsce                                         | Drużyna                                         |
| ----------------------------------------------- | ----------------------------------------------- |
| 1                                               | AUGURI Warszawa                                 |
| 2                                               | KS WINKHAUS UNIA Leszno                         |
| 3                                               | RUCH SA – AZS POLITECHNIKA 1 Wrocław            |

Od sezonu 2011/2012 najwyższą klasą rozgrywkową jest Ekstraklasa.
PZBS prowadzi też szereg turniejów o znaczeniu krajowym i międzynarodowym. Ich wykaz z dużym wyprzedzeniem umieszczany jest w kalendarzu związku.
Europejska Liga Brydżowa przeprowadza mistrzostwa Europy (w wielu kategoriach). Kalendarz EBL zawiera też szereg turniejów o zasięgu zarówno kontynentalnym, jak i światowym.
W dniach 12–23 czerwca 2012 w Dublinie (Irlandia) odbyły się 51. Drużynowe Mistrzostwa Europy w Brydżu Sportowym:
| 51. Drużynowe Mistrzostwa Europy w Brydżu Sportowym. | 51. Drużynowe Mistrzostwa Europy w Brydżu Sportowym. | 51. Drużynowe Mistrzostwa Europy w Brydżu Sportowym. | 51. Drużynowe Mistrzostwa Europy w Brydżu Sportowym. | 51. Drużynowe Mistrzostwa Europy w Brydżu Sportowym. | 51. Drużynowe Mistrzostwa Europy w Brydżu Sportowym. | 51. Drużynowe Mistrzostwa Europy w Brydżu Sportowym. |
| ---------------------------------------------------- | ---------------------------------------------------- | ---------------------------------------------------- | ---------------------------------------------------- | ---------------------------------------------------- | ---------------------------------------------------- | ---------------------------------------------------- |
| M                                                    | Open                                                 | Open                                                 | Kobiety                                              | Kobiety                                              | Seniorzy                                             | Seniorzy                                             |
| 1                                                    | Monako                                               | Monako                                               | Anglia                                               | Anglia                                               | Francja                                              | Francja                                              |
| 2                                                    | Holandia                                             | Holandia                                             | Francja                                              | Francja                                              | Polska                                               | Polska                                               |
| 3                                                    | Włochy                                               | Włochy                                               | Turcja                                               | Turcja                                               | Szkocja                                              | Szkocja                                              |
| 4                                                    | Anglia                                               | Anglia                                               | Holandia                                             | Holandia                                             | Dania                                                | Dania                                                |
| 5                                                    | Polska                                               | Polska                                               | Polska                                               | Polska                                               | Niemcy                                               | Niemcy                                               |
| 6                                                    | Niemcy                                               | Niemcy                                               | Izrael                                               | Izrael                                               | Belgia                                               | Belgia                                               |

W okresie 2011-06-13–23 w Albena (Bułgaria) odbyły się
Młodzieżowe Mistrzostwa Europy:
| 23 Młodzieżowe Mistrzostwa Europy Teamów, 2011 | 23 Młodzieżowe Mistrzostwa Europy Teamów, 2011 | 23 Młodzieżowe Mistrzostwa Europy Teamów, 2011 | 23 Młodzieżowe Mistrzostwa Europy Teamów, 2011 |
| Miejsce                                        | Juniorzy                                       | Młodzież szkolna                               | Dziewczęta                                     |
| ---------------------------------------------- | ---------------------------------------------- | ---------------------------------------------- | ---------------------------------------------- |
| 1                                              | Izrael                                         | Polska                                         | Polska                                         |
| 2                                              | Włochy                                         | Izrael                                         | Holandia                                       |
| 3                                              | Dania                                          | Szwecja                                        | Francja                                        |

11. Europejskie Młodzieżowe Mistrzostwa Par w Brydżu Sportowym (11th European Youth Pairs Championships) – mistrzostwa Europy par (młodzieżowych) w brydżu sportowym, które były rozgrywane w Vejle (Dania) w okresie 1–6 lipca 2012.
W okresie 1–6 lipca 2012 w Vejle (Dania) były rozgrywane 11. Europejskie Młodzieżowe Mistrzostwa Par w Brydżu Sportowym:
| 11. Europejskie Młodzieżowe Mistrzostwa Par w Brydżu Sportowym. Wyniki ostateczne. | 11. Europejskie Młodzieżowe Mistrzostwa Par w Brydżu Sportowym. Wyniki ostateczne. | 11. Europejskie Młodzieżowe Mistrzostwa Par w Brydżu Sportowym. Wyniki ostateczne. | 11. Europejskie Młodzieżowe Mistrzostwa Par w Brydżu Sportowym. Wyniki ostateczne. | 11. Europejskie Młodzieżowe Mistrzostwa Par w Brydżu Sportowym. Wyniki ostateczne. | 11. Europejskie Młodzieżowe Mistrzostwa Par w Brydżu Sportowym. Wyniki ostateczne. | 11. Europejskie Młodzieżowe Mistrzostwa Par w Brydżu Sportowym. Wyniki ostateczne. | 11. Europejskie Młodzieżowe Mistrzostwa Par w Brydżu Sportowym. Wyniki ostateczne. | 11. Europejskie Młodzieżowe Mistrzostwa Par w Brydżu Sportowym. Wyniki ostateczne. | 11. Europejskie Młodzieżowe Mistrzostwa Par w Brydżu Sportowym. Wyniki ostateczne. |
| Kategoria                                                                          | Medal złoty                                                                        | Medal złoty                                                                        | Medal złoty                                                                        | Medal Srebrny                                                                      | Medal Srebrny                                                                      | Medal Srebrny                                                                      | Medal brązowy                                                                      | Medal brązowy                                                                      | Medal brązowy                                                                      |
| Kategoria                                                                          | F                                                                                  | Para                                                                               | %                                                                                  | F                                                                                  | Para                                                                               | %                                                                                  | F                                                                                  | Para                                                                               | %                                                                                  |
| ---------------------------------------------------------------------------------- | ---------------------------------------------------------------------------------- | ---------------------------------------------------------------------------------- | ---------------------------------------------------------------------------------- | ---------------------------------------------------------------------------------- | ---------------------------------------------------------------------------------- | ---------------------------------------------------------------------------------- | ---------------------------------------------------------------------------------- | ---------------------------------------------------------------------------------- | ---------------------------------------------------------------------------------- |
| Miksty                                                                             | Polska                                                                             | Justyna Żmuda – Bartłomiej Igła                                                    | 61,01                                                                              | Polska                                                                             | Joanna Taczewska – Piotr Zatorski                                                  | 58,48                                                                              | Dania                                                                              | Thomsen Signe Buus – Dennis Bilde                                                  | 58,07                                                                              |
| Juniorzy                                                                           | Francja                                                                            | Alexandre Kilani – Aymeric Lebatteux                                               | 60,08                                                                              | Polska                                                                             | Michał Klukowski – Piotr Zatorski                                                  | 57,15                                                                              | Norwegia                                                                           | Kristoffer Hegge – Kristian Stangeland                                             | 55,09                                                                              |
| Młodzież Szkolna                                                                   | Polska                                                                             | Wojciech Kaźmierczak – Łukasz Witkowski                                            | 58,13                                                                              | Holandia                                                                           | Tom van Overbeeke – Ricardo Westerbeek                                             | 56,53                                                                              | Szwecja                                                                            | Simon Ekenberg – Simon Hult                                                        | 55,96                                                                              |
| Dziewczęta                                                                         | Holandia                                                                           | Sigrid Spangenberg – Magdaléna Tichá                                               | 56,98                                                                              | Polska                                                                             | Danuta Kazmucha – Natalia Sakowska                                                 | 55,44                                                                              | Polska                                                                             | Aleksandra Jarosz – Izabela Weinhold                                               | 55,10                                                                              |

Światowa Federacja Brydża przeprowadza wiele zawodów w tym, co 4 lata, Olimliady Brydżowe, które od 2008 roku zostały włączone do Olimpiady Sportów Umysłowych.
W Lille (Francja) w okresie od 9 do 23 sierpnia 2012 roku odbyła się 2 Olimpiada Sportów Umysłowych.
| Wyniki 2 Olimpiady Sportów umysłowych w brydżu sportowym. Zespoły narodowe | Wyniki 2 Olimpiady Sportów umysłowych w brydżu sportowym. Zespoły narodowe | Wyniki 2 Olimpiady Sportów umysłowych w brydżu sportowym. Zespoły narodowe                               | Wyniki 2 Olimpiady Sportów umysłowych w brydżu sportowym. Zespoły narodowe | Wyniki 2 Olimpiady Sportów umysłowych w brydżu sportowym. Zespoły narodowe | Wyniki 2 Olimpiady Sportów umysłowych w brydżu sportowym. Zespoły narodowe                                                | Wyniki 2 Olimpiady Sportów umysłowych w brydżu sportowym. Zespoły narodowe | Wyniki 2 Olimpiady Sportów umysłowych w brydżu sportowym. Zespoły narodowe | Wyniki 2 Olimpiady Sportów umysłowych w brydżu sportowym. Zespoły narodowe                                       |
| Open                                                                       | Open                                                                       | Open | Kobiety                                                                    | Kobiety                                                                    | Kobiety | Seniorzy                                                                   | Seniorzy                                                                   | Seniorzy |
| -------------------------------------------------------------------------- | -------------------------------------------------------------------------- | --- | -------------------------------------------------------------------------- | -------------------------------------------------------------------------- | --- | -------------------------------------------------------------------------- | -------------------------------------------------------------------------- | --- |
| 1                                                                          | Szwecja                                                                    | Szwecja Krister Ahlesved, Peter Bertheau, Per-Ola Cullin, Fredrik Nyström, Jonas Petersson, Johan Upmark | 1                                                                          | Anglia                                                                     | Anglia Sally Brock, Fiona Brown, Heather Dhondy, Nevena Senior, Nicola Smith, Susan Stockdale                             | 1                                                                          | Węgry                                                                      | Węgry Gyorgy Barany, Miklos Dumbovich, Mihaly Kovacs, Peter Magyar, Geza Szappanos                               |
| 2                                                                          | Polska                                                                     | Polska Cezary Balicki, Krzysztof Buras, Grzegorz Narkiewicz, Piotr Żak, Jerzy Zaremba, Adam Żmudziński   | 2                                                                          | Rosja                                                                      | Rosja Swietłana Czubarowa, Wiktorija Gromowa, Anna Gulewicz, Jelena Choniczewa, Tatjana Ponomariowa, Olga Worobiejczikowa | 2                                                                          | Stany Zjednoczone                                                          | USA Neil Chambers, Lew Finkel, Stephen Landen, Sam Lev, John Schermer, Richard Schwartz                          |
| 3                                                                          | Monako                                                                     | Monako Fulvio Fantoni, Geir Helgemo, Tor Helness, Franck Multon, Claudio Nunes, Pierre Zimmermann        | 3                                                                          | Polska                                                                     | Polska Cathy Bałdysz, Ewa Banaszkiewicz, Katarzyna Dufrat, Danuta Kazmucha, Natalia Sakowska, Justyna Żmuda               | 3                                                                          | Francja                                                                    | Francja Patrick Grenthe, Guy Lasserre, Francois Leenhardt, Patrice Piganeau, Philippe Poizat, Philippe Vanhoutte |
|                                                                            |                                                                            | |                                                                            |                                                                            | | 9-16                                                                       | Polska                                                                     | Polska Julian Klukowski, Apolinary Kowalski, Krzysztof Lasocki, Wiktor Markowicz, Jacek Romański, Jerzy Russyan  |

Co 2 lata – w latach nieparzystych – rozgrywane są mistrzostwa świata: kobiet – Venice Cup, mężczyzn – Bermuda Bowl oraz seniorów – D’Orsi Seniors Bowl. Rozgrywane są również mistrzostwa młodzieżowe. Również co dwa lata – w latach parzystych – rozgrywany jest Buffett Cup. Są to pojedynki pomiędzy zespołami Europy i Ameryki.

#### Mistrzostwa Świata
Począwszy od roku 2003 w Mistrzostwach Świata (Otwartych – Bermuda Bowl, kobiet – Venice Cup oraz seniorów – D’Orsi Seniors Bowl) uczestniczą 22 drużyny:
- gospodarz Mistrzostw Świata,
- 6 drużyn z Europy (strefa 1);
- 3 z Ameryki Północnej (strefa 2);
- 2 z Ameryki Południowej (strefa 3);
- 2 z Azji i Środkowego Wschodu (strefa 4);
- 1 z Ameryki Środkowej i Karaibów (strefa 5);
- 3 z Północnego Pacyfiku (strefa 6);
- 2 z Południowego Pacyfiku (strefa 7)
- 2 z Afryki (strefa 8).

Drużyny grają wstępnie mecze 16-rundowe system każda drużyna z każdą. Osiem najlepszych drużyn przechodzi do ćwierćfinałów. Najlepsze 4 drużyny (w kategoriach: otwartej, kobiet i seniorów) grają najpierw półfinały a później finał i mecz o miejsce 3. Pozostali zawodnicy uczestniczą w mistrzostwa świata teamów open transnational rozgrywanych najpierw barometrem a później osiem najlepszych drużyn gra systemem pucharowym.
W dniach 15–29 października 2011 w Veldhoven (Holandia) odbywały się 40 Otwarte Mistrzostwa Świata Teamów (Bermuda Bowl), 18 Mistrzostwa Świata Kobiet (Venice Cup), 6 Światowe Mistrzostwa Świata Seniorów (D’Orsi Seniors Bowl) oraz 8. Międzynarodowe Mistrzostwa Świata Teamów Open Transnational.
| MŚ Teamów 2011 | MŚ Teamów 2011 | MŚ Teamów 2011 | MŚ Teamów 2011 |
| Miejsce        | BB             | VC             | SC             |
| -------------- | -------------- | -------------- | -------------- |
| 1              | Holandia       | Francja        | Francja        |
| 2              | USA 2          | Indonezja      | USA 2          |
| 3              | Włochy         | Holandia       | Polska         |

#### Kibice w czasie zawodów
Przepisy regulują obecność kibiców w czasie zawodów brydża sportowego. W czasie meczów wolno im przebywać tylko w pokoju otwartym. Kibicom nie wolno się przemieszczać po sali. Każdy z kibiców może oglądać tylko graczy z jednej strony zasłony. W praktyce jeden stolik może oglądać maksimum kilkunastu kibiców w sali otwartej.

#### Brydżrama
Organizatorzy spotkań brydżowych, o których wiadomo, że będą cieszyć się popularnością wśród kibiców, organizują brydżramę, czyli osobną salę, w której prezentowany jest przebieg zawodów. W sali gdzie jest prezentacja może znajdować się kilkaset osób. Zaletą tego rozwiązania jest możliwość wymiany poglądów między kibicami.

#### Przekazy w Internecie

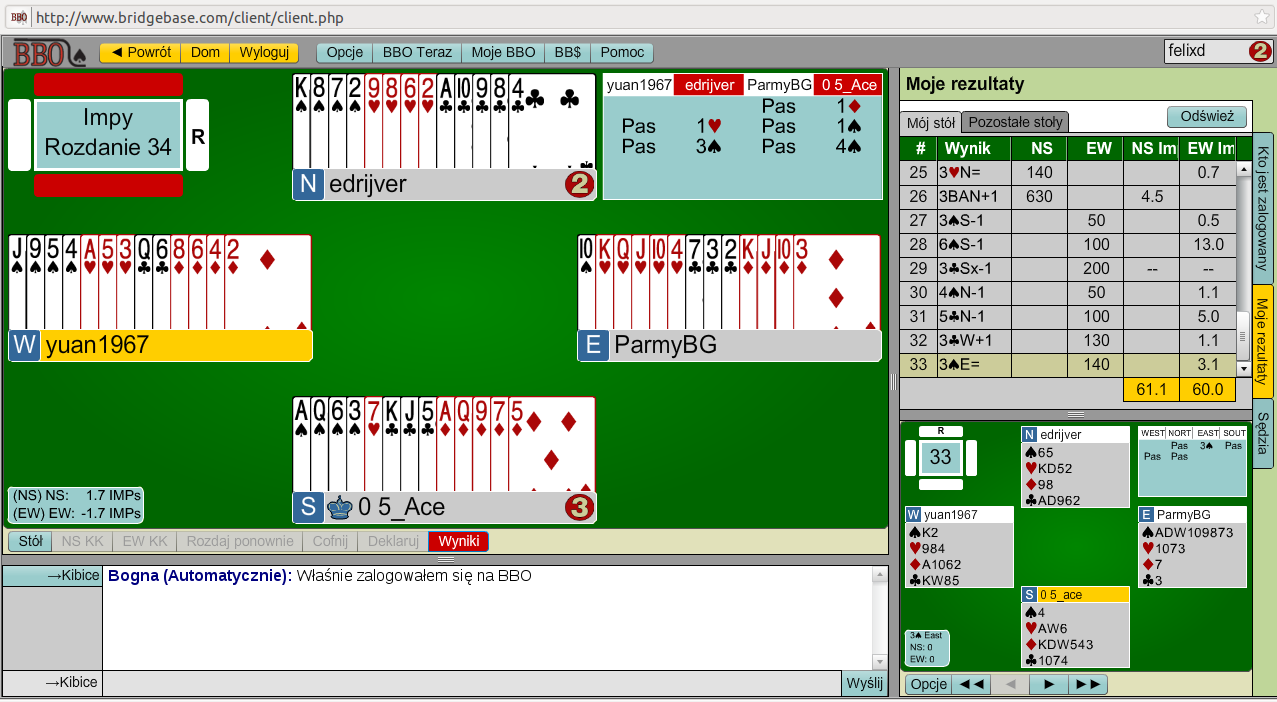
Ekran BBO

Brydżyści uczestniczący w zawodach zgodnych z regulacjami WBF muszą się zgodzić na obecność kamer telewizyjnych lub prezentację w internecie o ile taką obecność przewiduje regulamin zawodów. Najbardziej popularnym forum prezentacji wydarzeń brydżowych jest VuGraph znajdujący się na Bridge Base Online (BBO). Większość istotniejszych zawodów brydżowych jest przedstawiana na tym forum. Są to zarówno ważniejsze zawody krajowe, mistrzostwa krajów w różnych kategoriach, jak i mistrzostwa kontynentów i Świata. Komentarze z tych zawodów często prowadzą znani eksperci brydżowi. Z wielu zawodów prowadzone jest po kilka, a czasami kilkanaście transmisji równocześnie, przez co kibice mogą wybrać do obserwacji interesujący stolik. Można samemu, siedząc przy komputerze, powtórzyć każde rozdanie. Interesujące spotkania ogląda czasami kilkanaście tysięcy osób.
Pierwsze przekazy z Polski na Bridge Base Online odbyły się w dniach 23–25 maja 2003 roku (były to zarazem jedne z pierwszych przekazów na BBO w ogóle). Transmitowane były rozgrywki z Finału Superligi (Drużynowe Mistrzostwa Polski) 2002/03, który odbywał się w Warszawie. Transmisję z imprezy zapewniło Bridge Base Polska, a organizacyjne wsparcie PZBS. Na żywo komentarz pisany w języku angielskim zapewnił twórca serwisu BBO Fred Gitelman, a w języku polskim Marcin Leśniewski.
Wszystkie rozdania transmitowane na BBO zobaczyć można na stronie „BBO VuGraph Archives” oraz na stronach projektu „The Vugraph Project”. „The Vugraph Project” poza przekazami z BBO zawiera także rozgrywki z różnych historycznych zawodów brydżowych od 1955 roku do dziś (pliki w formatach PBN oraz LIN).

### Brydż sportowy w mediach
Organizacją, która skupia dziennikarzy piszących na temat brydża jest IBPA (International Bridge Press Association).
IBPA corocznie nagradza najlepsze artykuły dotyczące różnych aspektów brydża:
- osobowość roku,
- licytacja roku,
- rozgrywka roku,
- obrona roku.

Samo znalezienie się na „krótkiej liście” (5 pozycji) w tym rankingu jest uważane za duże wyróżnienie. Są również inne nagrody przyznawane przez IBPA.
|                                                              |                                    | \| Turniej: mecz Miejsce: Szanghaj Po partii: Obie Rozdawała: E \| ♠ W 8 7 4 ♥ A 5 ♦ A W ♣ A D 10 7 4 \| ♠ W 8 7 4 ♥ A 5 ♦ A W ♣ A D 10 7 4 \| ♠ W 8 7 4 ♥ A 5 ♦ A W ♣ A D 10 7 4 \| Kontrakt: 4♠ Rozgrywająca: S Wist: W♥ \| \| ♠ K 9 5 ♥ W 10 9 4 ♦ 9 5 4 3 ♣ 8 6 \| \| N \| \| ♠ 3 2 ♥ K 7 6 2 ♦ D 10 8 7 ♣ K 9 3 \| \| ♠ K 9 5 ♥ W 10 9 4 ♦ 9 5 4 3 ♣ 8 6 \| W \| \| E \| ♠ 3 2 ♥ K 7 6 2 ♦ D 10 8 7 ♣ K 9 3 \| \| ♠ K 9 5 ♥ W 10 9 4 ♦ 9 5 4 3 ♣ 8 6 \| S \| \| \| ♠ 3 2 ♥ K 7 6 2 ♦ D 10 8 7 ♣ K 9 3 \| \| E S W N Pas 1BA Pas 2♣ Pas 2♠ Pas 4♠ Pas \| ♠ A D 10 6 ♥ D 8 3 ♦ K 6 2 ♣ W 5 2 \| ♠ A D 10 6 ♥ D 8 3 ♦ K 6 2 ♣ W 5 2 \| ♠ A D 10 6 ♥ D 8 3 ♦ K 6 2 ♣ W 5 2 \| \| Obrona roku (2008): Michelle Brunner, grająca jako E, spasowała na otwarciu. Zawodniczka S otworzyła 1 BA (12–14 PC). N zapytała o starsze czwórki odzywką 2♣. S pokazała swoje piki poprzez 2♠. 4♠ N zakończyło licytację. Przeciwko 4♠ W zawistowała w waleta kier, którego rozgrywająca przepuściła i Michelle Brunner zdobyła lewę na K♥. Za wyjście 9♣ Michelle Brunner zdobyła nagrodę. Rozgrywająca potraktowała to wyjście jako oczywistego singla. Bojąc się przebitek zagrała dwa razy atuty i W po dojściu K♠ wyszła w trefla. Rozgrywająca przepuściła do waleta i K♣ wziął lewę. Przebitka trefla zakończyła tę obronę. |                                    |                                       |
| Turniej: mecz Miejsce: Szanghaj Po partii: Obie Rozdawała: E | ♠ W 8 7 4 ♥ A 5 ♦ A W ♣ A D 10 7 4 | ♠ W 8 7 4 ♥ A 5 ♦ A W ♣ A D 10 7 4 | ♠ W 8 7 4 ♥ A 5 ♦ A W ♣ A D 10 7 4 | Kontrakt: 4♠ Rozgrywająca: S Wist: W♥ |
| ♠ K 9 5 ♥ W 10 9 4 ♦ 9 5 4 3 ♣ 8 6                           |                                    | N |                                    | ♠ 3 2 ♥ K 7 6 2 ♦ D 10 8 7 ♣ K 9 3    |
| ♠ K 9 5 ♥ W 10 9 4 ♦ 9 5 4 3 ♣ 8 6                           | W                                  | | E                                  | ♠ 3 2 ♥ K 7 6 2 ♦ D 10 8 7 ♣ K 9 3    |
| ♠ K 9 5 ♥ W 10 9 4 ♦ 9 5 4 3 ♣ 8 6                           | S                                  | |                                    | ♠ 3 2 ♥ K 7 6 2 ♦ D 10 8 7 ♣ K 9 3    |
| E S W N Pas 1BA Pas 2♣ Pas 2♠ Pas 4♠ Pas                     | ♠ A D 10 6 ♥ D 8 3 ♦ K 6 2 ♣ W 5 2 | ♠ A D 10 6 ♥ D 8 3 ♦ K 6 2 ♣ W 5 2 | ♠ A D 10 6 ♥ D 8 3 ♦ K 6 2 ♣ W 5 2 |                                       |